# Tablas Eugubinas

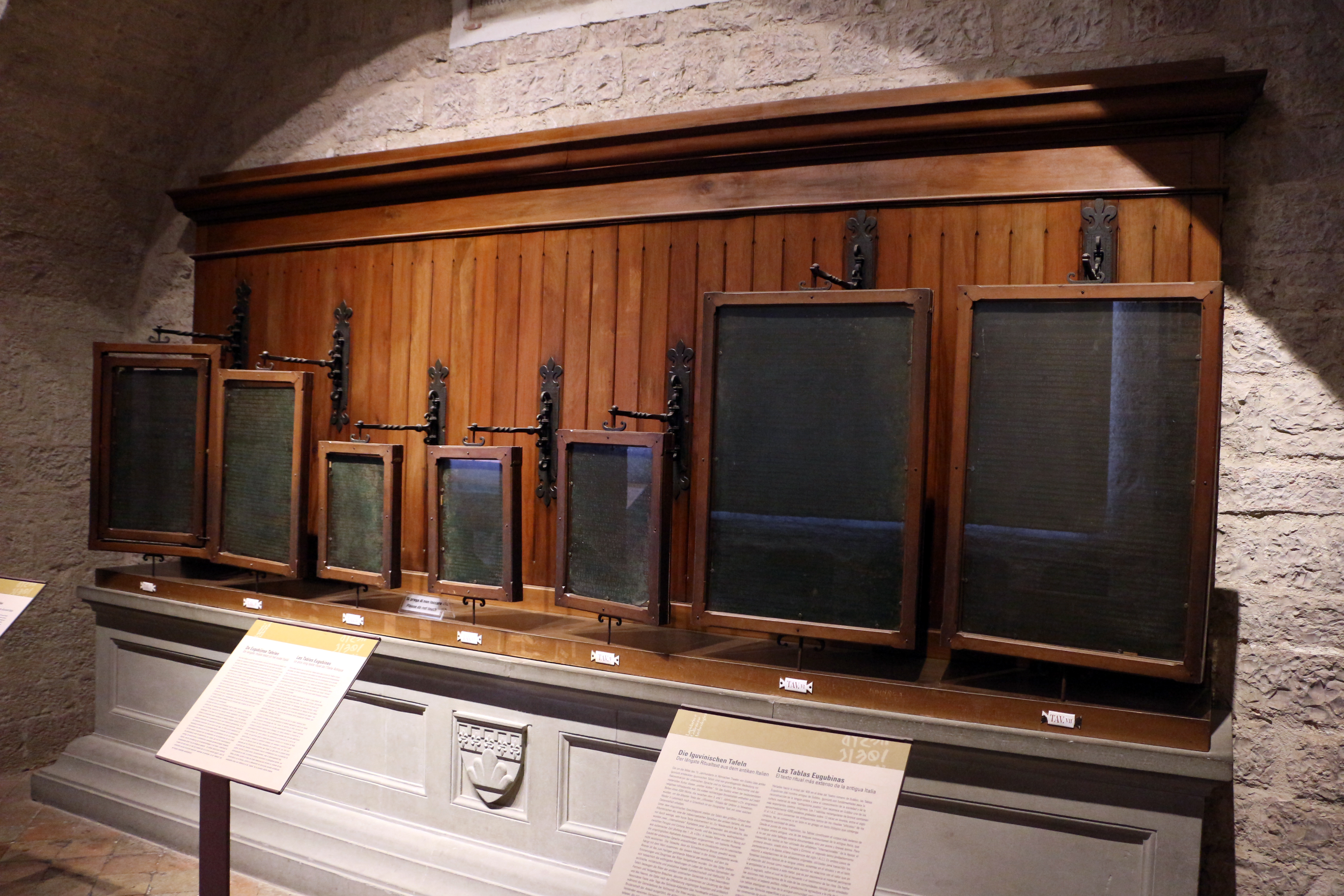
Tablas eugubinas

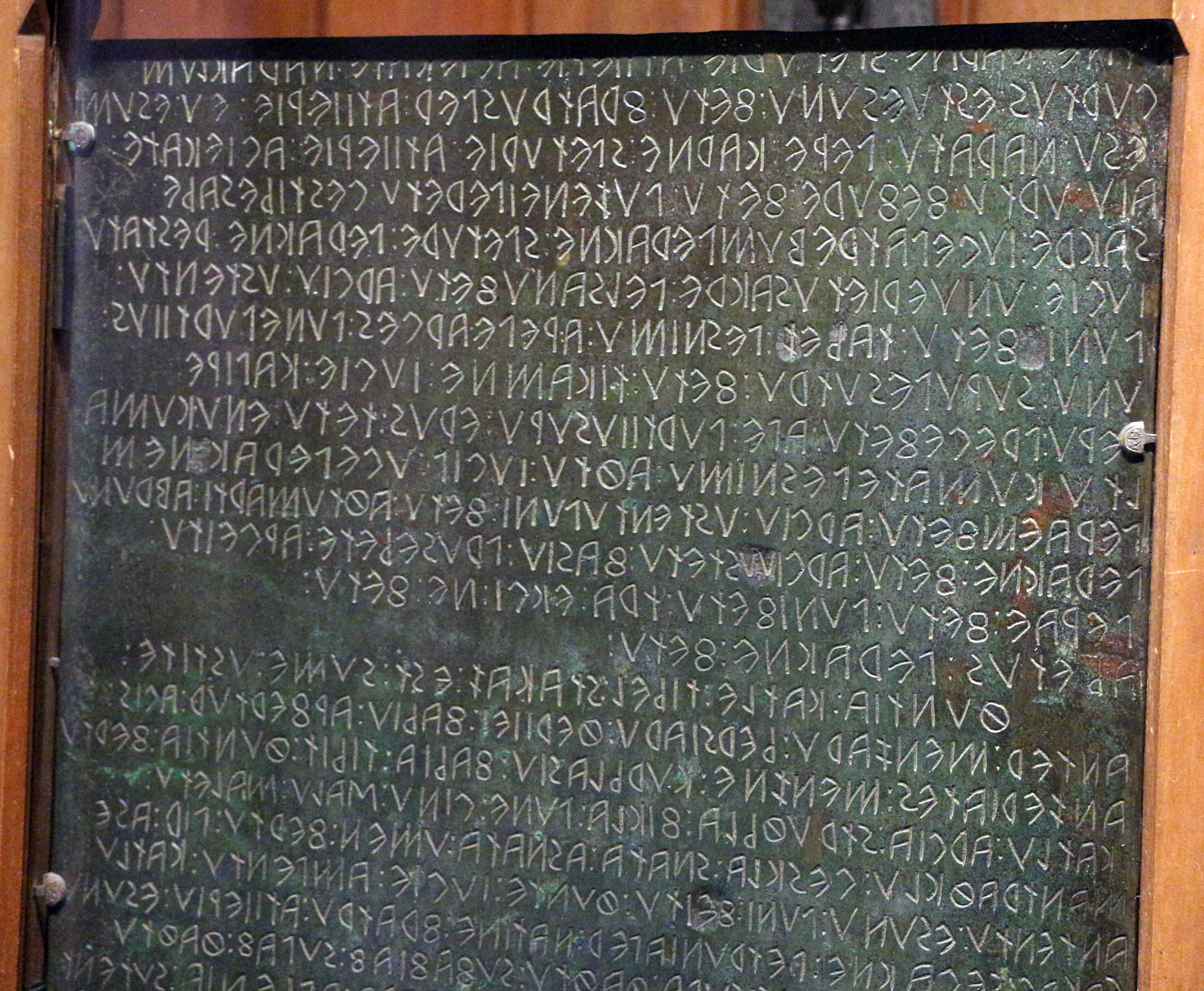
Muestra de escritura en una tabla eugubina

Las tablas eugubinas (en latín: Tabulæ Iguvinæ) son siete tablas de bronce de la antigua Eugubina (actual Gubbio, Umbría, Italia) escritas en idioma umbro. Las primeras tablas, escritas en el nativo alfabeto umbro, probablemente se produjeron en el siglo III a. C., y las últimas, escritas en alfabeto latino, en el siglo I a. C. Las tablas contienen inscripciones religiosas sobre los deberes, ritos y normas de los hermanos Atiedis, una cofradía de doce sacerdotes de los dioses umbros, con importantes funciones municipales en la ciudad Eugubina, los cuales le rendian culto a los dioses Júpiter, Ceres, Marte, Liber y Sancus. Descubiertas en el año 1444 en un campo cerca de Scheggia y propiedad de la ciudad desde 1456, actualmente se encuentran en el Museo Cívico del Palazzo dei Consoli en Gubbio.
Asimismo, las tablas arrojan luz sobre las prácticas religiosas de los antiguos pueblos de Italia, incluida la arcaica religión romana; la estructura religiosa presente en las tablas se asemeja a la de la etapa temprana de la religión romana, reflejando la tríada arcaica romana y el grupo de dioses más estrictamente relacionados con Júpiter.
Son los únicos documentos de las religiones antiguas de Europa y el Mediterráneo que nos han llegado en un estado casi completo. Además, su contenido trata de los rituales (sacrificios y oraciones) dirigidos a los dioses más elevados de la comunidad local y, hasta cierto punto, puede reflejar las creencias y prácticas religiosas comunes de los pueblos itálicos. En consecuencia, un gran número de estudiosos han dedicado sus esfuerzos a leerlos y descifrarlos desde su descubrimiento.

## Descubrimiento
Sobre el descubrimiento de las tablas hay dos versiones: la primera dice que un agricultor las encontró en un campo cerca de Scheggia en 1444. Después de su muerte, su yerno con su esposa y su cuñada las vendieron a la ciudad de Gubbio con escritura notarial el 25 de agosto de 1456 por dos años de derechos agrícolas. Dado que Scheggia fue el sitio del templo de Júpiter, un importante santuario de Umbría, es concebible que las tablas se guardaran en el propio templo. La segunda versión, nacida en el siglo XVII, afirma que las tablas fueron encontradas en un sótano del teatro romano de Gubbio. Sin embargo, dado que todos los actores involucrados en la venta de las tablas eran nativos de Scheggia, que la tradición de encontrarlas en Scheggia ha sido atestiguada en Scheggia misma desde al menos principios de 1600 y que las fuentes de Gubbio encuentran en el mismo tiempo atestigua que las tablas eran originalmente nueve y que dos de ellas, prestadas a Venecia, nunca fueron devueltas (lo cual es manifiestamente falso), es probable que la versión del hallazgo de Gubbio tenga un origen chovinista.

## Interpretaciones
El primer intento de descifrar su significado fue realizado por Bernardino Baldi a principios del siglo XVII. Le siguió Adriaan van Schrieck, quien creía haber tomado posesión del monumento más antiguo de la lengua baja alemana e interpretado en consecuencia. Después, Olivieri reconoció el nombre de Eugubina en una palabra que se repite con frecuencia. Luego, Louis Bourget señaló que una de las tablas escritas en letras etruscas se correspondía en su mayor parte con dos escritas en letras latinas. Más tarde, Karl Otfried Müller, en su obra Die Etrusker, demostró que, pese al uso de letras etruscas, el idioma de las inscripciones era totalmente diferente al idioma etrusco. Posteriormente, Lepsius contribuyó a la crítica epigráfica de las tablas, y Lassen y Grotefend hicieron varios intentos de interpretación. En 1961, el latinista Alfred Ernout publicó un estudio de los textos de las tablas Engubinas, en el que expresó un gran número de reservas sobre las interpretaciones "ambiciosas" de sus homólogos. Finalmente, Aufrecht y Kirchhoff, resumiendo el trabajo de sus predecesores y trabajando de acuerdo con un estricto método científico, llevaron la interpretación de las tablas a un grado de perfección que difícilmente podrían haber esperado.
Las tablas arrojan luz sobre la gramática de esta antigua lengua muerta y son, con mucho, el documento más extenso e importante de todas las lenguas osco-umbras, que están estrechamente relacionadas con el latín y las lenguas romances. Partes de las tablas VI y VII parecen estar escritas en una métrica acentual, similar a los versos saturnios de la poesía latina más temprana. El significado general de las tablas es claro, aunque todavía hay muchos puntos y temas oscuros y debatidos. La principal dificultad para comprender el texto es el conocimiento insuficiente del vocabulario del umbro.
El estudio del ductus (estilo de escritura), realizado comparando las tablas con otras inscripciones del área del centro de Italia, ha permitido a los estudiosos concluir que datan de no más tarde de finales del siglo III las tablas I a IV y la primera mitad del siglo I para las últimas tablas VI y VII.
Los estudios se han dedicado recientemente a identificar la ubicación de los rituales descritos en las tablas, en particular los del monte Fisio (ocre Fisio), que se ha colocado con certeza en el Monte Ingino, al suroeste de Gubbio. El moderno Festival de Ceri, que se celebra todos los años en Gubbio el 15 de mayo en honor al obispo Ubaldo de Gubbio (1084-1160), comparte ciertas características con los ritos descritos en el texto y, por lo tanto, puede ser una supervivencia de esa antigua pre-costumbre religiosa. También se celebra en Jessup, Pensilvania, localidad con gran afluencia de inmigrantes de la zona de Gubbio, como el día de San Ubaldo.

## Descripción
Las tablas están grabadas en bronce y contienen alrededor de 5000 palabras. Están inscritas en alfabeto umbro derivado del etrusco (T. I a Vb 8) y en alfabeto latino (T. Vb 9 en adelante, VI y VII). Las siete tablas son rectangulares de 28 cm × 40 cm y 57 cm × 87 cm, con un peso entre 2,5 y 7,6 kg, cinco están escritas en ambas caras, y dos (la tercera y la cuarta) por una sola, para un total de doce caras en todas. 
El análisis de la apariencia externa del material de apoyo ha llevado a los estudiosos a concluir que solo las tablas V, VI y VII debían exponerse en público. Las otras fueron emitidas como un documento de archivo.

## Tablas
Las tablas I a V presentan su tema de una manera concisa y práctica. Las tablas VI y VII repiten el mismo tema de la tabla I de una manera mucho más detallada y diluida, con aparentes intenciones y connotaciones literarias y elogiosas. 
Todas las tablas presentan ritos y un reglamento o deber sagrado que los miembros de la cofradía debian realizar. Las tablas describen ritos de culto a los dioses Júpiter, Ceres, Marte, Liber y Sancus con diversos epítetos.
En las tablas I, II, III, IV, V escritas en alfabeto umbro la letra U representa las vocales (o, u) sin distinción al igual que las letras P, T, K que representarían fonemas (b, d, g) en la misma posición que el latín y otras posiciones evolucionadas. Las letras Ç y V representan los fonemas (s y w) respectivamente, la letra Ř un sonido en (rs) y Ś el fonema (ʃ). La pronunciación original de muchas palabras se reflejan en las tablas VI y VII escritas en alfabeto latino, aunque es posible que S simple también tuviera el fonema (ʃ) en ciertos casos ante -e, dado que el latín no tenía este fonema para representarlo en su alfabeto.
A continuación se muestran las siete tablas eugubinas completas traducidas al latín y el español:

### Tabla I
| Umbro | Latín | Español |
| Este persklum aves anzeriates enetu pernaies pusnaes. Pre veres Treplanes Iuve krapuvi tre buf fetu arvia ustentu vatuva ferine feitu heris vinu heri puni ukriper Fisiu tutaper Ikuvina feitu sevum kutef pesnimu ařepes arves. | Iste sacrificium aves observatis inito anticis posticis. Prae introitum Trebulana Iove nobili tres boves facito arva ostendito lata farina facito vel vino vel pane pro ocre Fisio pro tota Iguvina facito omnem cautus precamini adipibus arvis. | Este sacrificio de aves observadas inicia, de adelante a atrás. Frente la entrada de Trebulana haz tres bueyes a Júpiter noble, ostenta cultivos, la vasta harina, haz vino o pan para el monte Fisio y toda Eugubina, haz todo cauto, reza los cultivos grasos. |
| Pus veres Treplanes tref sif kumiaf feitu trebe Iuvie ukriper Fisiu tutaper Ikuvina supa sumtu arvia ustentu puni fetu kutef persnimu ařepes arvies. | Post intoitum Trebulanam tres sues gumias facito trabe Iove pro ocre Fisio pro tota Iguvina viscera sumito arva ostendito pane facito cautus precamini adipibus arvis. | Después de la entrada de Trebulana haz tres cerdas preñadas para la traba de Júpiter, el monte Fisio y toda Eugubina, haz las entrañas sumidas, ostenta cultivos, haz pan, reza cauto los cultivos grasos. |
| Pre veres Tesenakes tre buf fetu Marte krapuvi fetu ukriper Fisiu tutaper Ikuvina arviu ustentu vatuva ferine fetu puni fetu kutef pesnimu ařepes arves. | Prae introitum Tessinacam tres boves facito Marte nobili facito pro ocre Fisio pro tota Iguvina arva ostendito lata farina facito pane facito cautus precamini adipibus arvis. | Frente la entrada de Tessinaca haz tres bueyes a Marte noble, para el monte Fisio y toda Eugubina, ostenta cultivos, haz la vasta harina, haz pan, reza cauto los cultivos grasos. |
| Pus veres Tesenakes tref buf feliuf fetu fisu Saçi ukriper Fisiu tutaper Ikuvina puni fetu supa sumtu arviu ustentu mefa vestiça ustentu fisu fetu ukriper Fisiu fetu kapiř purtitaf sakref etraf purtitaf etraf sakref tutaper Ikuvina kutef pesnimu ařepes arves. | Post introitum Tessinacam tres boves filios facito, fiso Sanco pro ocre Fisio, pro tota Iguvina pane facito, viscera sumito arva ostendito, mensam libamentum ostendito fiso facito pro ocre Fisio facito capides porrectas sacras, alteras porrectas, alteras sacras pro tota Iguvina cautus precamini adipibus arvis. | Después de la entrada de Tessinaca haz tres bueyes hijos a fiel Sanco para el monte Fisio, para toda Eugubina, haz pan, entrañas sumidas, ostenta cultivos, ostenta la mesa de libación fiel, haz para el monte Fisio, ofrece el cuenco sagrado, ofrece el otro sacrificio, otro sagrado para toda Eugubina, reza cauto los cultivos grasos. |
| Pre veres Vehiies tref buf kaleřuf fetu Vufiune krapuvi ukriper Fisiu tutaper Ikuvina vatuva ferine fetu heri vinu heri puni arviu ustentu kutef pesnimu ařepes arves. | Prae introitum Veiam tres boves calidos facito Libero nobili pro ocre Fisio, pro tota Iguvina lata farina facito, sive vino sive pane arva ostendito cautus precamini adipibus arvis. | Frente la entrada de Veia haz tres bueyes cálidos a Liber noble para el monte Fisio y toda Eugubina, haz la vasta harina, vino o pan, ostenta cultivos, reza cauto los cultivos grasos. |
| Pus veres Vehiies tref hapinaf fetu tefre Iuvie ukriper Fisiu tutaper Ikuvina puste asiane fetu zeřef fetu pelsana fetu arvia ustentu puni fetu taçez pesnimu ařiper arvis ape habina purtiius suřum pesuntru fetu esmik vestiçam preve fiktu tefri Iuvi fetu ukriper Fisiu tutaper Ikuvina testruku peři kapiře peřum feitu ape eřek purtiius enuk suřum pesuntrum feitu stafliiu esmik vestiça afiktu ukriper Fisiu tutaper Ikuvina feitu nertruku peři kapiře peřum feitu puni feitu ape suřuf purtitius enuk hapinaru erus tetu zeřef kumatu zeřef kumates pesnimu. | Post introitum Veiam tres agnas facito alimentario love pro ocre Fisio, pro tota Iguvina post asino facito, sedens facito, sepeliendas facito, arva ostendito, pane facito tacens precamini adipibus arvis atque agnas porrexeris, suillae exta facito, hoc libamentum privo figito alimentario love facito pro ocre Fisio, pro tota Iguvina, ad dextrum pedem capidi pedum facito atque id porrexeris, tunc suillae exta facito stabulum hoc libamentum infigito, pro ocre Fisio, pro tota Iguvina facito ad sinistrum pedem capidi pedum facito, pane facito atque suillus porrexeris, tunc agnarum eris dato, sedens commolito sedens commolitis precamini. | Después de la entrada de Veia haz tres corderos de Júpiter alimentario para el monte Fisio y toda Eugubina, después haz un asno, haz sentado sepultando, ostenta cultivos, haz pan, reza tácito los cultivos grasos y ofrecerás los corderos, haz las entrañas de cerdos, esta libación privada fija a Júpiter alimentario, haz para el monte Fisio y toda Eugubina, haz el pie derecho del cuenco de pies y lo ofrecerás, luego haz las entrañas de cerdos del establo, esta libación fija para el monte Fisio y toda Eugubina, haz el pie izquierdo del cuenco de pies, haz pan y ofrecerás el cerdo, luego da los corderos de los propietarios, sentado muele, reza sentado los molidos. |
| Vukukum Iuviu pune uvef furfas tref vitluf turuf Marte huřie fetu pupluper tutar Iiuvinar tutaper Ikuvina vatuva ferine fetu puni fetu arvia ustentu kutef pesnimu arves vukukum kureties tref vitluf turuf Çerfi feitu pupluper tutar Iiuvinar tutaper Iiuvina vatuva ferine fetu arvia ustentu tenzitim fikla ařveitu heris vinu heris puni feitu kutef persnimu ařipes arvis. | Lucum cum Iovem quando oves purgant tres vitulos tauros Marte hodie facito pro populo totius Iguvinae pro tota Iguvina lata farina facito pane facito arva ostendito cautus precamini arvis lucum cum curatis tres vitulos tauros Cereri facito pro populo totius Iguvinae pro tota Iguvina lata farina facito arva ostendito offae ficula advehito vel vino vel pane facito cautus precamini adipibus arvis. | El bosque con Júpiter cuando las ovejas purgan, haz tres toros pequeños a Marte hoy, para el pueblo de toda Eugubina, para toda Eugubina, haz la vasta harina, haz pan, ostenta cultivos, reza cauto los cultivos del bosque con el curado de tres toros pequeños de Ceres, haz para el pueblo de toda Eugubina para toda Eugubina, haz la vasta harina, ostenta cultivos, lleva trozos de higo, haz vino o pan, reza cauto los cultivos grasos. |
| Inuk ukar pihaz fust svepu esumek esunu anter vakaze vaçetume si avif azeriatu verufe Treplanu kuvertu restef esunu feitu. | Tunc ocris pians fuerit sive hoc sacrificium inter vacatio in vacatum sit avis observato in introitum Trebulanam convertito restes sacrificium facito. | Luego el monte purificante fuera, si este sacrificio entre las vacaciones sea vagado, observa las aves en la entrada de Trebulana, convierte los restos, haz el sacrificio. |
| Pune puplum aferum heries avef azeriatu etu pernaia pustnaiaf. Pune kuvurtus krenkatrum hatu enumek pir ahtimem ententu. Pune pir entelus ahtimem enumek steplatu parfam tesvam tefe tute Ikuvine, vapeřem avieklufe kumpfiatu via aviekla esunume etu prinuvatu etutu perkaf habetutu puniçale. | Quando populum afferare voles avis observatum ito antices postices. Quando converteris taeniam capito, tunc ignem ad actum intendito. Quando ignem intolleris ad actum, tunc stipulator parram prosperam tibi tota Iguvina, ad lapidem, aviculis confidito via avicula in sacrificium ito, duces eunto, perticas habento panicellis. | Cuando aferrar el pueblo, quieres la ave observada, ha ido de adelante a atrás. Cuando convertieras toma la cinta, el fuego luego al acto, entiende. Cuando levantaras el fuego al acto, luego estípula la lechuza próspera de ti, de toda Eugubina, la lápida, confía en las aves, la vía de las aves al sacrificio ido, los comandantes irán, ten las varas, panes. |
| Pune benes akeřuniamem enumek etuřstamu tuta Tařinate trifu Tařinate Turskum Naharkum numem Iapuzkum numem: 'sve pis habe purtatu ulu pue meřs est feitu ulu peře meřs est'. Pune prinuvatus staheren termnesku enumek 'ařmamu kateramu Ikuvinu' enumek apretu tures et pire. | Quando venies in Acedoniam, tunc exterminamini totam Tadinatem, tribum Tadinatem, Tuscum, Narcum nomen Iapudicum nomen: 'si quis habet portato illuc quo modus est, facito illo quid modus est'. Quando duces stabunt ad terminos, tunc 'ordinamini, citamini Iguvini', tunc ambito tauris et igne. | Cuando vienes a Acedonia, luego extermina toda Tadinate, las tribus de nombre Tadinate, Tusco, Narco, Iapodico, nombré: 'si quien tiene la portada de ello que modo es, haz ello que modo es'. Cuando los comandantes estaban a los términos, luego 'ordena, cita, Eugubina', luego el ámbito de toros y el fuego. |
| Pune amprefus persnimu, enumek etatu Ikuvinus triiuper amprehtu triiuper pesnimu triiuper etatu Ikuvinus enumek prinuvatus çimu etutu erahunt via çimu etutu prinuvatus. | Quando ambieris precamini, tunc itote, Iguvini, ter ambito, ter precamini, ter itote, Iguvini, tunc duces retro eunto eadem via retro eunto duces. | Cuando ambientarás, reza, luego irás a Eugubina, tres ámbitos, tres reza, tres idas a Eugubina, luego los comandantes irán atrás la misma vía, atrás irán los comandantes. |
| Funtlere trif apruf rufru ute peiu feitu Çerfe Marti vatuvu ferine feitu arviu ustentu puni feitu taçez pesnimu ařepes arves. | In Fontulis tris apros rubros aut piceos facito Cerere Martie, lata farina facito, arva ostendito, pane facito, tacens precamini adipibus arvis. | En Fontula haz tres jabalíes rojos u oscuros a Ceres de Marte, haz la vasta harina, ostenta cultivos, haz pan, reza tácito los cultivos grasos. |
| Rupinie tre purka rufra prestute Çerfie Çerfe ute peia feitu prestute Çerfie Çerfe Marties peřaia feitu arviu ustentu kapi sakra aitu vesklu vetu atru alfu puni feitu taçez pesnimu ařeper arves. | In Rubinia tres porcas rubras praestatae Cerere Cereri aut piceas facito praestatae Cerere Cereri Martii, isicium facito arva ostendito, capides sacras agito, vascula dividito atra alba, pane facito, tacens precamini adipibus arvis. | En Rubinia haz tres puercas rojas a Ceres prestada Ceres u oscuras a Ceres de Marte, haz filetes, ostenta cultivos, agita los cuencos sagrados, divide las vasijas en oscuras y blancas, haz pan, reza tácito los cultivos grasos. |
| Traf sahte tref vitlaf feitu tuse Çerfie Çerfe Marties peřaia feitu arviu ustentu puni fetu taçez pesnimu ařeper arves. | Trans sanctam tres vitulas facito terrea Cerere Cereri Martie, isicium facito, arva ostendito, pane facito, tacens precamini adipibus arvis. | Tras el santo haz tres becerras a Ceres terrenal y Ceres de Marte, haz filetes, ostenta cultivos, haz pan, reza tácito los cultivos grasos. |
| Pune purtinçus kařetu pufe apruf fakurent puze erus teřa. Ape erus teřust pustru kumpfiatu Rupiname erus teřa. Ene tra sahta kumpfiaia erus teřa enu Rupiname pustru kuvertu antakre kumate pesnimu enu kapi sakra aitu vesklu vetu, enu sahtame kuvertu antakre kumate pesnimu enu esunu purtitu fust. | Quando porrexeris calato ubi apros fecerint ut eris det, atque eris dederit, postero confidito in Rubiniam, eris det. Tunc trans sanctam confides eris det, tunc in Rubiniam postero convertito, integris commolitis precamini, tunc capides sacras agito, vascula dividito, tunc sanctam convertito, integris commolitis precamini, tunc sacrificium porrectum fuerit. | Cuando ofrecerás anuncia donde hicieron jabalí como a los propietarios di y diera lo posterior a los propietarios, confía en Rubinia da a los propietarios. Luego tras el santo confía da a los propietarios, luego en Rubinia lo posterior, convierte molidos integros, reza, luego agita los cuencos sagrados, divide la vasija, luego el santo convierte molidos integros, reza, luego el sacrificio fuera ofrecido. |
| Puspane tertiu puplu ateřafust iveka perakre tusetutu super kumne ařfertur prinuvatu tuf tusetutu hutra furu sehmeniar hatutu. | Postquam tertium populum lustraverit, iuvencae optimae terrento super comitio affertor, duces duos terrento, infra forum sementis habento. | Después el tercio del pueblo purificaría, los mejores jóvenes aterrorizen, del súper comité del aferrado dos comandantes aterrorizen, bajo el foro ten semillas. |
| Eaf iveka tre Akeřunie feitu tuse Iuvie arviu ustentu puni feitu peřaia feitu taçez pesnimu ařeper arves. Kvestretie usaie svesu Vuvçis Teteies Titis. | Eas iuvencas tres Acedoniae facito terreo love arva ostendito, pane facito, isicium facito, tacens precamini adipibus arvis. Quaestura usui suus Lucius Tetteius Titi. | Esas tres jóvenes de Acedonia haz a Júpiter terrenal, ostenta cultivos, haz pan, haz filetes, reza tácito los cultivos grasos. Lucio Tettio Tito su cuestura de uso. |

### Tabla II
| Umbro | Latín | Español |
| Pune karne speturie Atiieřie aviekate naraklum vurtus estu esunu fetu fratrusper Atiieřie eu esunu esu naratu: 'piři karne speturie Atiieřie aviekateaiu urtu fufere fetu puzei neip eretu'. | Quando carni spectatori Atiedi auspicato narratiunculam versibus, ista hostia facito pro fratribus Atiedis ea hostia eo narrato: 'quid carni spectatori Atiedio auspicato orto fuerat facito quasi nec consulto'. | Cuando la carne al espectador Atiedi del auspicio de la narración de versos, haz esta ofrenda para los hermanos Atiedis, en esa ofrenda narrá: 'que carne al espectador Atiedi del auspicio fuera producida, casi ni consultada'. |
| Vestiçe Saçe sakre Iuve patre bum perakne speture perakne restatu Iuvie unu erietu sakre pelsanu fetu arviu ustentu puni fetu taçez pesnimu ařepes arves. | Libamento Sanco sacrum, lovi patri bovem perennem spectatori perenni restato, lovem unum arietem sacrum sepeliendum facito, arva ostendito pane facito tacens precamini adipibus arvis. | La libación de Sanco sagrado, al padre Júpiter resta el buey anual del espectador anual, haz un ariete sagrado a Júpiter sepultando, ostenta cultivos, haz pan, reza tácito los cultivos grasos. |
| Pune purtiius unu suřu pesutru fetu tikamne Iuvie kapue peřu preve fetu ape purtiius ulu erus tetu enu kumaltu kumate pesnimu. Ahtu Iuviẹ uve peraknem peřaem fetu arviu ustentu puni fetu. | Quando porrexeris una suillae exta facito dedicatione love capidi pedum privo facito atque porrexeris illo eris dato tum commolito commolitis precamini. Actui lovem ovem perennem isicium facito arva ostendito pane facito. | Cuando ofrezcas una entraña de cerdo, haz la dedicación a Júpiter haz los pies del cuenco privado y ofrece ello, da a los propietarios, luego muele reza los molidos. Actúe la oveja anual de Júpiter, haz filetes, ostenta cultivos, haz pan. |
| Ahtu Marti aprunu perakne fetu arviu ustentu farsiu pruseçete ařveitu peřae fetu puni fetu traf ek vine fetu açetus perakne fetu. | Actui Marte aprugnum perennem facito, arva ostendito, farrea prosectis advehito, isicium facito, pane facito, trans ecce vino facito, actibus perenni facito. | Actúe el jabalí de Marte, haz lo anual, ostenta cultivos, lleva trigo cortado, haz filetes, haz pan, tras el vino haz los actos anuales. |
| Huntia katle tiçel stakaz est sume ustite anter menzaru çersiaru heriiei façiu ařfertur avis anzeriates menzne kurçlasiu façia tiçit. | Fundatio catuli dedicatio statuta est summa tempestate inter mensarum cursarum velit facere affertor avibus observatis mensisne circulari faciat decet. | Al cachorro de la fundación, la dedicación del estatuto, es la suma tempestad entre el curso mesurado, quiere hacer el aferrado las aves observadas del mes circular, no hacía dice. |
| Huntia fertu katlu arvia struhçla fikla puni vinu salu maletu mantrahklu veskla asnata asnata umen fertu pir ase antentu esunu puni feitu. | Fundatio ferto catulum, arva struem ficulam panem vinum salem molitum mantele vascula umecta non umecta unguen ferto ignem arae intendito sacrificium pane facito. | Lleva al cachorro de la fundación, cultivos, la pila de higo, pan, vino, sal molida, mantel, la vasija húmeda no húmeda, el ungüento, lleva el fuego del altar entiende el sacrificio, haz pan. |
| Hunte Iuvie ampentu katlu sakre sevakne Petruniaper natine fratru Atiieřiu esunu peřae futu katles supa hahtu sufafaf supaf hahtu berus aplenies pruseçia kartu krematra aplenia sutentu peřu seritu arvia puni purtuvitu vestikatu ahtrepuřatu pustin ançif vinu nuvis ahtrepuřatu: 'tiu puni tiu vinu teitu'. | Fundi lovis impendito catulum sacrum sollemnem pro Petronia natione fratrum Atiedorum sacrificium isicium esto catuli viscera capito subibas, visceras capito veribus implentis prosicia distribuito crematura implentia sostineto pedum servato arva pane porrigito, libato, tripudiato, post in uncus vino novies tripudiato, 'te pane, te vino dicito'. | Júpiter del fondo, impende el cachorro sagrado ceremonial para la nación Petronia, el sacrificio de filetes de los hermanos Atiedis será el cachorro toma las entrañas, subirás las entrañas tomadas, distribuye las brochetas de filetes llenas, cremadas llenas, sostén los pies, sirve los cultivos, ofrece pan, consagra, baila, doblando después el vino, de nuevo baila, di: 'tu pan, tu vino'. |
| Berva frehtef fertu puře nuvim ferest krematruf sumel fertu vestiçia peřume persnihmu katles tuva tefra terti erus prusekatu isunt krematru prusekatu struhçla fikla ařveitu katlu purtuvitu ampeřia persnihmu aseçeta karne persnihmu venpersuntra persnihmu supa spantea pertentu veskles vufetes persnihmu vestikatu ahtrepuřatu ařpeltu statitatu supa pustra perstu ie pru erus mani kuveitu spinamař etu tuvere kapiřus puni fertu berva klavlaf anfehtaf vesklu asnatu asnatu umen fertu kapiře Iuvie hunte vestikatu Petrunia pert natine. | Verua fricta ferto quod novem feret, crematurus simul ferto libamentum in pedum precamini catuli dua isicia tertium prosecato, item crematuro prosecato, struis ficulam advehito catulum porrigito, imperium precamini, non secta carne precamini, holera precamini, viscera patera pertendito vasculis consecratis precamini, libato, tripudiato, appellato, statuito viscera postera ponito iis pro eris manu convehito ad spinam ito duabus in capidibus panem ferto, verua clavulas infectas, vascula umecta non umecta unguen ferto capide lovis fundi libato per Petronia natione. | Lleva las brochetas fritas, lleva hasta nueve cremadas simultáneamente, lleva los pies en la libación, corta el cachorro en dos tercios de filetes igual, corta lo cremado en pilas, lleva higo, ofrece el cachorro, reza al imperio, reza la carne no cortada, reza los vegetales, las entrañas del plato, pretende la vasija consagrada, reza, consagra, apela lo establecido, pon las entrañas posterior para los propietarios de mano, colecciona las espinas idas dos al cuenco, lleva pan, las brochetas, clavos infectados, la vasija húmeda no húmeda, lleva el ungüento, el cuenco consagra a Júpiter del fondo por la nación Petronia. |
| Fratru Atiieřiu berus sevaknis persnihmu pert spina isunt klavles persnihmu veskles asnate asnates sevaknis spinama persnihmu vestikatu ahtrepuřatu spina umtu umne sevakni persnihmu manf easa vutu asama kuvertu asaku vinu sevakni taçez persnihmu esuf pusme herter erus kuveitu teřtu vinu puni teřtu struhçlas fiklas sufafas kumaltu kapiře punes vepuratu antakres kumates persnimu amparihmu statita subahtu esunu purtitu futu katel asaku pelsans futu. Kvestretie usaie svesu Vuvçis Teteies Titi.                                     | Fratrum Atiediorum veribus sollemnibus precamini per spinam, item clavulis precamini vasculis umectis non umectis sollemnibus ad spinam precamini, libato, tripudiato spinam ungito, unguine sollemni precamini manus ex ara lavato ad aram convertito apud aram vino sollemne tacens precamini ipse quem oportet, eris convehito, dato vinum panem dato, strues ficulas subibas, commolito capidi panes, vaporato, integris commolitis precamini imperamini statuta subactum sacrificium porrectum esto catulus ad aram sepeliendus esto. Quaestura usui suus Lucius Tetteius Titi.     | Reza las brochetas de los hermanos Atiedis ceremoniales, reza por las espinas, igual por los clavos, las vasijas húmedas no húmedas ceremoniales, consagra las espinas, baila, unge las espinas, el ungüento de la ceremonia reza, lava las manos al altar convierte vino ceremonial cerca el altar, reza tácito a quien mismo requiera los propietarios, colecciona vino dado, pan dado, subirás la pila de higos, muele los panes del cuenco, vapora, reza los molidos integros, impera el estatuto subyugado, el sacrificio ofrecido será el cachorro del altar sepultando. Lucio Teteio Tito su cuestura de uso.                             |
| Semenies dekuries sim kaprum upetu dekvias fameřias pumpeřias Atiieřiate etre Atiieřiate Klaverniie etre Klaverniie Kureiate etre Kureiate Satanes etre Satane Peieřiate etre Peieřiate Talenate etre Talenate Museiate etre Museiate Iuieskane etre Iuieskanes Kaselate etre Kaselate tertie Kaselate Peraznanie teitu aømune Iuve patre fetu. | Sementes decuriis suem caprum optato deviae familiae quintariis Atiedati alteri Atiedati Clavernis alteris Clavernis Cureiati alteri Cureiati Satanis alteris Satanis Ediati alteri Ediati Talenati alteri Talenati alteri Museiati alteri Museiati Scanis alteris Scanis Casilati alteri Casilati tertio Casilati Peraznis dicito admone Iovi patri facito. | Las semillas, los decurios, el cerdo, la cabra, optado inconstantemente en las familias de quintos: Los Atiedis, los otros Atiedis; los Clavernis, los otros Clavernis; Cureiati, los otros Cureiati: los Satanis, los otros Satanis; los Ediati, los otros Ediati; los Talenati, los otros Talenati; los Museiati, los otros Museiati; los Scanis, los otros Scanis; los otros Casilati, los tercer Casilati; los Peraznani: di amonesta padre Júpiter haz. |
| Si perakne sevakne upetu eveietu sevakne naratu arviu ustentu eu naratu puze façefele sevakne heri puni heri vinu fetu. | Suem perennem sollemne optato consecrato sollemne narrato arva ostendito ea narrato quasi facile sollemne vel pane vel vino facito. | El cerdo anual de la ceremonia optada consagra, en la ceremonia narra, ostenta cultivos, eso narra casi fácil en la ceremonia haz pan o vino. |
| Vaputu Saçi ampetu kabru perakne sevakne upetu eveietu naratu çive ampetu fesnere purtuetu ife fertu tafle e pir fertu kapres pruseçetu ife aøveitu persutru, vaputis, mefa vistiça feta fertu. | Thure Sanci impedito caprum perennem sollemne optato consecrato narrato citra impedito in fano porrigito idem ferto in tabula ignem ferto capri prosecta idem advehito exta, thuribus mensam libamentum facto ferto. | El incienso de Sanco impende la cabra anual, consagra la ceremonia optada, narra en el templo lo mismo, impende, ofrece lo mismo, lleva en una tabla, fuego, los mismos trozos de cabra, lleva las entrañas, incienso, lleva la mesa de libación hecha. |
| Sviseve fertu puni etre sviseve vinu fertu tertie sviseve apa fertu pistu niru fertu vepesutra fertu mantraklu fertu puni fertu. | In situla ferto panem in altera situla vinum ferto in tertia situla aquam ferto pistum nigrum ferto holera ferto mantele ferto panem ferto. | En un balde lleva pan en otro balde lleva vino, en el tercer balde lleva agua, lleva un pisto negro, vegetales, mantel y pan. |
| Pune fesnafe benus kapru purtuvetu vaputu Saçi Iuve patre prepesnimu vepesutra pesnimu veskles pesnimu atrepuøatu aøpeltu statitatu vesklu pustru pestu ranu pesnimu puni pesnimu vinu pesnimu unen pesnimu enu erus tetu vitlu vufru. | Quando in fanum venis caprum porrigito thure Sanci Iovi patri deprecamini holera precamini vasculis precamini tripudiato appellato statuito vascula postero ponito ranam precamini pane precamini vino precamini unguine precamini, tum eris dato vitulum liberum. | Cuando al templo vienes ofrece la cabra y el incienso de Sanco al padre Júpiter, reza los vegetales, reza las vasijas, reza, baila, apela lo establecido, en la vasija posterior pon la rana, reza el pan, reza el vino, reza el ungüento, luego da a los propietarios el becerro libre. |
| Pune heries façiu eruhu tiçlu sestu Iuve patre pune seste urfeta manuve habetu estu iuku habetu: "Iupater Saçe tefe estu vitlu vufru sestu purtifele triuper teitu triiuper vufru naratu" fetu Iuve patre Vuçiiaper natine fratru Atiieøiu. | Quando voles facere eadem dedicatione siste Iovi patri quando sistis orbitam manu habeto, isto ioco habeto: "Iuppiter Sanci tibi istum vitulum liberum siste oblativo pro trium dicito pro trium liberum narrato" facito Iovi patri pro Lucia natione fratrum Atiedorum. | Cuando quieras hacer lo mismo asiste a la dedicación del padre Júpiter, cuando asistas ten la mano órbita, ten este juego: "Júpiter a ti Sanco este becerro libre asiste ofrecido para tres libre di para tres libre narra", hazlo para el padre Júpiter, la nación Lucía y los hermanos Atiedis. |
| Pune anpenes krikatru destree uze habetu ape anpenus mefe antentu ape purtuvies testree uze habetu krikatru arviu ustentu puni fetu. | Quando impendes, taeniam in dextro umero habeto atque impenderis mensa intendito atque porricies in dextro umero habeto taeniam, arva ostendito, pane facito. | Cuando impendes ten la cinta en el hombro derecho, impenderás la mesa entiende y ofreces en el hombro derecho ten la cinta, ostenta cultivos, haz pan. |

### Tabla III
| Umbro | Latín | Español |
| Esunu fuia herter sume ustite sestentasiaru urnasiaru. Huntak vuke prumu pihatu. Inuk uhturu urtes puntes frater ustentuta, puře fratru mersus fust kumnakle. | Sacrificium fiat oportet summa tempestate sextantarium urnariarum. Puteum in luco primum piato. Tunc auctorem, ortis punctis, fratres ostendunto, quod fratrum modis fuerit in comitium. | El sacrificio hizo lo requerido la suma tempestad, la sexta urnaria. En el pozo del bosque primero purifica. Luego al autor los hermanos ostentaran los puntos originados, que el modo de los hermanos fuera en el comité. |
| Inuk uhtur vapeře kumnakle sistu, sakre, uvem uhtur teitu, puntes terkantur. Inumek sakre uvem urtas puntes fratrum upetuta. Inumek via mersuva arvamen etuta. Erak pir persklu uřetu sakre, uvem kletra fertuta aituta. | Tunc auctor in lapide comitium sidito, sacrum ovem, auctor dicito punctis tergentur. Tunc sacrum ovem, ortae punctis fratrum optanto. Tunc via modulo in arvam eunto. Ea ignem sacrificium oleto, sacrum ovem clitella ferunto agunto. | El autor en la lápida del comité sentado consagre la oveja, di al autor los puntos detergidos. Luego la oveja sagrada de los puntos originados optaran los hermanos. Luego la vía modelo del cultivo. Ese fuego del sacrificio huela, la oveja sagrada llevará la albarda aguanta.                                                                                             |
| Arven kletram amparitu. Eruk esunu futu kletre tuplak prumum antentu, inuk çihçeřa antentu, inuk kazi ferime antentu. | In arvo clitellam imperito. Illic sacrificium esto clitellae duplex primum intendito, tunc cinctura intendito, tunc casso in feriam intendito. | En el campo manda la albarda. El sacrificio será la albarda la doble primero entiende, luego la cinta entiende, luego en la feria vacía entiende. |
| Isunt feřehtru antentu, isunt sufeřaklu antentu semples ahesnes tris kazi anstintu, feřehtru etres tris ahesnes anstintu, sufeřaklu tuves ahesnes anstintu. Inenek vuku esunum enetu ape vukumen kukehes iepi persklumař kařitu. | Item feretrum intendito, item ampullam intendito, simpulis aenis tribus casso instincto, feretrum alteris tribus aenis instincto, ampullam duobus aenis instincto. Tunc luco sacrificium inito atque in lucum incohes, ibi ad precationem calato. | Igual entiende el féretro, igual entiende el frasco, el cucharrón, tres bronces vacíos del instinto, el féretro, otros tres bronces del instinto, el frasco, dos bronces del instinto. Luego inicia el sacrificio y en el bosque comiences, ahí anuncia la oración. |
| Vuke pir ase antentu, sakre sevakne upetu. Iuve patre prumu ampentu testru sese asa fratrusper Atiieries, ahtisper eikvasatis, tutaper liuvina, trefiper liuvina tiçlu sevakni teitu. | In luco ignem arae intendito sacrum sollemnem optato. lovi patri primum impendito dextro sus ab ara pro fratribus Atiediis, pro actis collegialibus, pro tota Iguvina, pro tribu Iguvina dedicationem sollemnem dicito. | En el bosque al altar del fuego, entiende la ceremonia sagrada optada. Al padre Júpiter primero impende los cerdos de la derecha desde el altar para los hermanos Atiedis, los actos colegiales de toda Eugubina y la tribu Eugubina, la dedicación ceremonial di. |
| Inumek uvem sevakni upetu. Puemune pupřike apentu tiçlu sevakni naratu, iuka mersuva uvikum habetu fratruspe Atiierie, ahtisper eikvasatis, tutaper liuvina, trefiper liuvina. Sakre vatra ferine feitu, erukum arvia feitu uvem peřaem pelsanu feitu. Ererek tuva tefra spantimař prusekatuf eřek peřume purtuvitu, struśla ařveitu. | Tunc ovem sollemnem optato. Pomono publico impedito dedicationem sollemnem narrato, ioca moduli cum ovem habeto pro fratribus Atiediis, pro actis collegialibus, pro tota Iguvina, pro tribu Iguvina. Sacram latarum farina facito, cum ea arva facito ovem isicium sepeliendum facito. Eius dua isicia ad pateram prosecatus, tunc ad pedum porricito, struem advehito. | Luego la oveja ceremonial optada. Impende al público Pomono narra la dedicación ceremonial, ten el juego modelo con la oveja para los hermanos Atiedis, los actos colegiales de toda Eugubina y la tribu Eugubina. Sagrada la vasta harina, con ello haz cultivos, haz filetes de oveja sepultando. De eso corta dos filetes al plato, luego ofrece los pies, lleva las pilas. |

### Tabla IV
| Umbro | Latín | Español |
| Inumek etrama spanti tuva tefra prusekatu, eřek ereçluma Puemune pupřike purtuvitu, erarunt struhślas eska mitu ařveitu. | Tunc ad alterum patera dua isicia prosecato, id ad sacrarium Pomono publico porricito, eiusdem struis esca missum advehito. | Luego al otro plato corta dos filetes al santuario ofrece al público Pomono las mismas pilas de comida enviada lleva. |
| Inumek tertiama spanti triia tefra prusekatu, eřek supru sese ereçluma Vesune Puemunes pupřikes purtuvitu, struśla petenata isek ařveitu. Ererunt kapirus Puemune, Vesune purtuvitu. Asamař ereçlumař aseçetes karnus iseçeies et vempesuntres, supes sanes pertentu, persnimu, ařpeltu, statitatu. | Tunc ad tertium patera tria isicia prosecato id supero sus ad sacrarium Vesonae Pomoni publicis porricito, struem pectinatam ita advehito. Iisdem capidibus Pomono, Vesonae porricito. Ad aram ad sacrarium non sectis carnibus insectis et holera, visceribus sanis pertendito, precamini, appellato statuito. | Luego al tercer plato corta tres filetes de cerdo superior al santuario Vesona Pomono ofrece al público las pilas sabrosas, lleva así. Los mismos cuencos de Pomono ofrece a Vesona. Al altar del santuario reza al público Pomono, a los públicos Vesona, Pomono. Reza los cuencos del público Pomono y los público Vesona, Pomono en un único santuario. Al altar del santuario no carne cortada incisa y vegetales, pretende las entrañas sanas, reza, apela lo establecido. |
| Veskles snates asnates sevakne ereçluma persnimu Puemune pupřike, Vesune Puemunes pupřikes. Klavles persnihmu Puemune pupřike et Vesune Puemunes pupřikes pustin ereçlu. Inuk ereçlu umtu, putrespe erus.                                                                                           | Vasculis umectis non umectis sollemnem ad sacrarium precamini Pomono publico, Vesonae Pomoni publicis. Clavulis precamini Pomono publico et Vesonae Pomoni publicis in post sacrariis. Tunc sacrarium ungito, utriusque eris.                                                                                   | Las vasijas húmedas y no húmedas de la ceremonia al santuario, reza al público Pomono y los públicos Vesona, Pomono. Reza los clavos del público Pomono y los públicos Vesona, Pomono después del santuario. Luego unge el santuario de cada propietario. |
| Inuk vesticia mefa skalçeta purtupite kunikaz apehtre esuf testru sese asa asama purtuvitu, sevakne sukatu. Inumek vesteśa, persuntru supu ereçle Hule sevakne skalçeta kunikaz purtuvitu. Inumek vestiçia persuntru turse super ereçle sevakne skalçeta kunikaz purtuvitu.                         | Tunc libamentum mensam, calice porricienti ex patera genu nixus extrinsecus ipse dextro sus ab ara ad aram porricito, sollemne declarato. Tunc libamenta exta sub sacrario Hulae sollemne ex calice genu nixus porricito. Tunc libamenta exta terreo super sacrario sollemne ex calice genu nixus porricito.    | Luego la mesa de libación apoyada, ofrece el cáliz arrodillado externamente, por otra parte los cerdos de la derecha hasta el altar, declara la ceremonia. Luego la libación de entrañas debajo el santuario de Hula, ofrece el cáliz arrodillado externamente. Luego la libación de entrañas terrenal del super santuario ceremonial, ofrece el cáliz arrodillado externamente.                                                                                                |
| Inumek tehteřim etu veltu, eřek persuntre antentu. Inumek arçlataf vasus ufestne sevaknef purtuvitu. Inumek prezuřez kebu sevakne persnihmu Puemune pupřike. Inumek kletra, veskles vufetes sevaknis, persnihmu Vesune Puemunes pupřikes.                                                           | Tunc tectorium ito deligito, id exta intendito. Tunc arculatas vasis offenderitne sollemnis porricito. Tunc praesidens cibo sollemni precamini Pomono publico. Tunc clitella, vasculis libatis sollemnibus, precamini Vesonae Pomoni publicis.                                                                  | Luego ve cubierto, elige las entrañas, entiende. Luego la torta los vasos ni ofenda la ceremonia, ofrécelos. Luego prescinde el cebo ceremonial, reza al público Pomono. Luego la manta, las vasijas consagradas de la ceremonia, reza a los públicos Vesonae Pomoni. |
| Inumek sve pis heri, ezariaf antentu. Inumek erus taçez teřtu. Inumek kumaltu, ař kani kanetu, kumates persnihmu. Esukum esunu uřetu, tapistenu habetu, pune frehtu habetu api isek fakust, purtitu futu huntak pifi prupehast enuk ules punes ne ařhabas.                                          | Tunc si quis vult, escarias intendito. Tunc eris tacens dato. Tunc commolito, ad cani canito, commolitis precamini. Cum hoc sacrificium oleto, teporem habeto, panem frictum habeto, atque ita fecerit, porrectum esto puteum quas purificabit tunc illis panes ne adhibeant.                                   | Luego si quien quiere comida entiende. Luego tácito da a los propietarios. Luego muele, al can canta, reza, muele. Así con el sacrificio huele, ten tibieza, ten pan frito y así hiciera la ofrenda, el pozo que purifique, luego ellos ni panes aplicarán. |

### Tabla V
| Umbro | Latín | Español |
| Esuk frater Atiieřiur eitipes plenasier urnasier uhtretie Kastruçiie ařfertur pisi pumpe fust eikvasese Atiieřier ere ri esune kuraia prehabia piři uraku ri esuna si herte et puře esune sis sakreu perakneu upetu revestu puře teřte eru emantur herte et pihaklu pune tribřiçu fuiest akrutu revestu emantur herte.                                                                                   | Ita fratres Atiedis decreverunt plenaris urnariis auctoritate Castruccii affertor quis quinque fuerit in collegiis Atiedis is rei hostiae curet praebeat quid ad illiam rem hostiam sit oportet et quod in sacrificio sint sacra perennia optato revisito quod datur eorum emantur oportet et piaculo quando triplicium fiet ex agro revisito emantur oportet.                                                                                | Así decretaron los hermanos Atiedis las urnas plenarias de la autoridad del aferrado Castruccii, quien de los cinco fuera en el colegio Atiedi el de la ofrenda cure, seleccione a aquellos de la ofrenda que se requiere en el sacrificio, serán sagrados anuales los optados, revisa que se dé eso, emitirán lo requerido y piadoso cuando se hace triplicado desde el agro, revisa emitaran lo requerido.                                                                          |
| Ařfertur pisi pumpe fust eřek esunesku vepurus felsva ařputrati fratru Atiieřiu prehabia et ere prever pusti kastruvuf. | Affertor quis quinque fuerit id ad sacrificium vaporibus filiale arbitratu fratrum Atiedorum praebeat et is privi post castrum. | El aferrado de quien de los cinco fuera él del sacrificio a vapor del arbitrado filial de los hermanos Atiedis y ofrezca el posterior castillo privado. |
| Frater Atiieřiur esa eitipes plenasier urnasier uhtretie Klauvier fel ařfertur Atiieřie kumnahkle ukre eilvasese Atiieřer ape apelust muneklu habia numer prever pusti kastruvuf et ape purtitu fust muneklu habia numer funir pusti kastruvuf et ape subra spafu fust muneklu habia numer tupler pusti kastruvuf et ape frater çersnatur furent ehvelku feia fratreker ute kuestur sve rehte kuratu si. | Fratres Atiedii ita decreverunt plenariis urnariis auctoritate Cluii filii affertor Atiedi comitium Atiedio ocre collegis Atiedis atque appellaverit munusculum habeat nummis privi post castrum et atque porrectum fuerit munusculum habeat nummis bonis post castrum et atque supra passum fuerit munusculum habeat nummis duplis post castrum et atque fratres cenatur fuerint decretum faciat magister aut quaestor si recte curatum sit. | Los hermanos Atiedis así decretaron las urnas plenarias de la autoridad Cluii hijo del aferrado Atiedi en el comité Atiedi del monte, del colegio Atiedi y apelará el favor de monedas, ten monedas para el posterior castillo privado y también fuera ofrecido un favor de monedas bueno y también sobre el paso del favor ten el doble de monedas para el posterior castillo y también los hermanos fueran a cenar, haga el decreto al magisterio o al cuestor si recta, sé curado. |
| Sve mestru karu fratru Atiieřiu pui ullu benurent prununsiakurent kuratu rehte eřek prufe si. | Si maior carum fratrum Atiedorum qui illo venerint pronuntiaverint curatum recte id probe sit. | Si muy caro a los hermanos Atiedis que ellos vendrán, pronunciaran el curado recto, sé la prueba. |
| Sve mestru karu fratru Atiieřiu pui ullu benurent prununsiakurent kuratu rehte neip erum enuk fratru ehvelku feia frateker ute kuestur panta muta ařferture si. | Si maior carum fratrum Atiedorum qui illo venerint pronuntiaverint curatum recte nec esse tunc fratrum decretum faciat magistratus aut quaestor quanta multa affertori sit. | Si muy caro a los hermanos Atiedis que ellos vendrán, pronunciaran el curado recto de ni ser, luego haga a los hermanos el decreto del magistrado o el cuestor, cuanta multa, sé aferrado. |
| Panta muta fratru Atiieřiu mestru karu pui ullu benurent ařferture pepurkurent herifi etantu mutu ařferture si. | Quantam multam fratrum Atiedorum maior carum qui illo venerint affertori pepercerint oportuerit tanta multa affertori sit. | Cuanta multa a los hermanos Atiedis, lo muy caro, que ellos vendrán al aferrado pedirán, requeriría tanta multa, sé aferrado. |
| Clauerniur dirsans herti fratrus Atiersir posti acnu farer opeter agre tlatie Piquier martier et sesna homonus duir puri far eiscurent ote Clauerni dirsans herti frater Atiersiur sehmenier dequrier pelmner sorser posti acnu uef cabriner uef toco pretra fahe postra et sesna | Clavernni didant oportet fratribus Atiedii post annum farris optati agri latii Pieuii martii et cenam hominibus duobus quod far arcuerint aut Clavernni didant oportet fratres Atiedii sementis decuriis pulmentis suilli post anno portiones caprini portiones tucca praeter cocta postera et cenam | Los Clavernni dan lo requerido a los hermanos Atiedis el posterior año, trigo optado del agro latino Piquier y en marzo la cena de dos hombres que les impidieron trigo, dan lo requerido a los hermanos Atiedis, semillas, trozos de cerdo a los decurios y el año posterior porciones cabrinas y porciones de tuco cocinado antes de la posterior cena |
| ote Casilos dirsans herti fratrus Atiersir posti acnu farer opeter agre Casiler Piquier martier et sesna homonus duir puri far eiscurent ote Casilate dirsans herti frater Atiersiur sehmenier dequrier pelmner sorser posti acnu uef cabriner uef et sesna ote assif. | aut Casilas didant oportet fratribus Atiediis post annum farris optati agri Casilii Pieuii martii et cenam hominibus duobus quod far arcuerint aut Casilati didant oportet fratres Atiedii sementis decuriis pulmentis suelli post anno caprini portiones et cenam aut asses. | o los Casilas dan lo requerido a los hermanos Atiedis el posterior año, trigo optado del agro Casilii Pieuii, en marzo la cena de los dos hombres que les impidieron trigo o los Casilati dan lo requerido a los hermanos Atiedis, semillas, trozos de cerdo a los decurios y el año posterior porciones cabrinas para la cena o ases. |

### Tabla VI
| Umbro | Latín | Español |
| Este persclo aues asseriater eneto: parfa curnace dersua peiqu merstu peica mersta poei angla asseriato est esso tremnu serse arsferture ehuelto stiplo asseriaia: Parfa dersua, curnaco dersua, peico mersto peica mersta mersta auei mersta angla esona. | Iste sacrificium aves observatis inito: parra cornice prospera pico modesto pica modesta qui angulis observatum est ibit sic treme sedens affertori iubeto stipulari observet: Parram prosperam cornicem prosperam picum modestum picam modestam modestas aves modestas angulis sacrificalis. | Este sacrificio de aves observadas inicia: la lechuza próspera, la corneja próspera, el pájaro carpintero próspero, la picaza modesta, que en los ángulos es observada tiembla, por tanto sentado el aferrado estípula, observa: la lechuza próspera, la corneja próspera, el pájaro carpintero modesto, la picaza modesta, las aves modestas de los ángulos modestos sacrificiales. |
| Arfertur eso anstiplatu ef asserio: Parfa dersua curnaco dersua, peico mersto peica mersta mersta aueif merstaf anglaf esona mehe tote Ioueine esmei stahmei stahmeitei. | Affertor sic instipulator eas observari: Parram prosperam cornicem prosperam picum modestum picam modestam modestas aves modestas angulis sacrificalis me tota Iguvina huic statui statuto. | El aferrado estípula esas, observa: la lechuza próspera, la corneja próspera, el pájaro carpintero modesto, la picaza modesta, las aves modestas de los ángulos sacrificiales, me estableció toda Eugubina este estatuto. |
| Sersi pirsi sesus poi angla aseriato est erse neip mugatu neip arsir anter sistu nersa courtust porsi angla anseriato fust. Sue muieto fust ote pisi arsir anter sesust alinsust. | Sede quo sederit qui angulis observatum est ibit nec mugitor nec alius inter sidito donec converterit quod angulis observatum fuerit. Si mugitum fuerit aut quis ali inter sederit alienaverit. | Sentado donde sentarás, quienes de los ángulos es observada irá, ni muge ni diferente entre el sentado, mientras que los ángulos convirtiera, fuera observada. Si fuera mugido o quien de los diversos, entre los sentados alineará. |
| Uerfale pufe arsfertur trebeit ocrer peihaner erse stahmito eso tuderato est: angluto hondomu porsei nesimei asa deueia est anglome somo porsei nesimei uapersus auiehcleir est eine angluto somo uapefe auiehclu todcome tuder angluto hondomu asame deueia todcome tuder eine todceir tuderus sei podruhpei seritu. | Templum ubi affertor versatur ocris piandae, id statum sic finitum est: ab angulo infimo, quod proxime ab ara diva est, ad angulum summum, quod proxime ab lapidibus, aviculis est, et ab angulo summo ad lapides, aviculis, ad urbicum finem, ab angulo infimo ad aram divam, ad urbicum finem et urbicis finibus seorsum utroque servato. | En el templo conversa al aferrado purificando el monte, el estado por tanto finalizado es: desde el ángulo bajo que de los próximos al altar del dios, es a la suma del ángulo, que es desde las próximas lápidas de aves y desde la suma del ángulo a las lápidas de aves, a la zona urbana y zonas urbanas aparte ambas sirve. |
| Tuderor totcor: uapersusto auieclir ebetrafe ooserclome presoliafe Nurpier uasirslome Smursime tettome Miletinar tertiame praco pracatarum uapersusto auieclir carsome uestisier randeme Rufrer tettome Noniar tettome Salier carsome Hoier pertome padellar hondra esto tudero porsei subra screihtor sent parfa dersua curnaco dersua seritu subra esto tudero peico mersto peica mersta seritu. | Fines urbici: ab lapidibus aviculis ad exitus, ad delubrum, ad praedium Norpii, ad aedem Smudimi, ad tectum Militinae, ad tertiam procum procatorum; ab lapidibus aviculis, ad cadum libamenti, ad area Rubri, ad tectum Noniae, ad tectum Salii, ad cadum Hoio, ad portam patellae infra istos fines, quod supra scripti sunt, parram prosperam cornicem prosperam servato supra istos fines picum modestum, picam modestam servato. | Zonas urbanas desde las lápidas de aves a la salida del templo, al predio Norpii, al santuario Smudimi, al techo Militina, al tercio manda el prócer desde las lápidas de aves, al jarrón de libación, al área Rubri, al techo Nonia, al techo Salii, al jarrón Hoio, a la puerta rótula debajo de estas zonas que sobre lo escrito son la lechuza próspera, la corneja próspera, el pájaro carpintero modesto sirve sobre estas zonas, la picaza modesta sirve. |
| Sue anclar procanurent eso tremnu serse combfiatu arsferturo nomne carsitu parfa dersua curnaco dersua peico mersto peica mersta mersta aueif mersta ancla esona tefe tote Iiouine esmei stahmei stahmitei esisco esoneir seueir popler anferener et ocrer pihaner perca arsmatia habitu uasor. | Si in angulis praecinuerint, sic treme sedens confidito, affertorem nomine calato: 'parram prosperam, cornicem prosperam, picum modestum, picam modestam, modestas aves, modestas angulis sacrificalis tibi, tota Iguvina, huic statui statute, ad haec sacrificii omni populi inferendi et ocris piandi perticam ritualem habeto vasa. | Si en los ángulos cantaron, por tanto si tiembla sentado confía en el aferrado, anuncia el nombre: 'la lechuza próspera, la corneja próspera, el pájaro carpintero modesto, la picaza modesta, las aves modestas de los ángulos modestos sacrificiales de ti, de toda Eugubina, esto establece el estatuto de todo este sacrificio infiriendo el pueblo, purificando el monte ten la vara ritual y vasos. |
| Uerisco Treblanir porsi ocrer pehaner paca ostensendi eo iso ostendu pusi pir pureto cehefi dia surur uerisco Tesonocir surur uerisco Uehieir. | Ad introitum Trebulanam quod ocri piandi pacem ostendentur ea ita ostendito ut ignem ab igne accensum diei item ad introitum Tessinacam item ad introitum Veiam. | A la entrada de Trebulana que purificando el monte ostenten esa paz, así ostenta como el fuego encendido del día, igual a la entrada de Tessinaca, igual a la entrada de Veia. |
| Pre uereir Treplanes Iuve buf treif fetu eso naratu uesteis teio subocau suboco: Di Grabouie ocriper Fisiu totaper Iiouina erer nomneper erar nomneper fos sei pacer sei ocre Fisei tote Iiouine erer nomne erar nomne arsier tio subocau suboco: Di Grabouie arsier frite tio subocau suboco. Di Grabouie tio esu bue peracrei pihaclu ocreper Fisiu totaper Iiouina erer nomneper erar nomneper. | Prae introitum Trebulana Iovis boves tres facito hoc narrato libans te invocavi invocavo: Deus Grabovio pro ocris Fisii totius Iguvinae pro eius nomine pro ei nomine bonus sis pace sis ocre Fisie pro tota Iguvina eius nomini ei nomini ali te invocavi invoco, Deus Grabovio ali freto te invocavi invoco. Deus Grabovio te hoc bove optimo piaculo pro ocri Fisii pro totius Iguvinae pro eius nomini pro ei nomini. | Frente la entrada de Trebulana haz tres bueyes de Júpiter, por tanto narra suplicando, te invocó Dios Grabovio: para el monte Fisio para toda Eugubina, para el nombre de él, sé bueno sea propicia tu paz al monte Fisio y toda Eugubina en nombre de él, en nombre de otros, te invoco Dios Grabovio en otra confianza te invoco. Dios Grabovio tu buey el mejor piadoso para el monte Fisio y toda Eugubina, para el nombre de él. |
| Di Grabouie persei orer ose ocre Fisie pir orto est toteme Iouine arsmor dersecor subator sent pusi neip heritu. Di Grabouie persei tuer perscler uaseto est pesetom est peretom est frosetom est daetom est perscler tuer uirseto auirseto uas est. Di Grabouie persi mersi esu bue peracri pihaclu pihafei. Di grabouie pihatu ocrem Fisiem pihatu totam Iouinam pihatu ocrer Fisier pihatu totar Iouinar nome nerf arsmo uiro pequo castruo frif pihatu futu fos pacer tua pase ocre Fisie tote Iiouine erer nomne erar nomne. Di Grabouie saluo seritu ocre Fisie salua seritu tota Iiouina. Di Grabouie tio subocau.                                                                               | Deus Grabovio in pede oror opere ocre Fisio ignis ortus est in tota Iguvina ritus dedicati subacti sunt quasi nec consulto. Deus Grabovio in pede tui sacrificii vacatum est, peccatum est, peritum est, fraudatum est, delictum est, tui sacrificii videto, invideto, vacans est. Deus Grabovio in pede mode hoc bove optimo piaculo piator. Deus Grabovio piato ocrem Fisium piato totam Iguvinam, piato ocris Fisii piato totius Iguvinae nomen milites, ritus, viros, pecua, castra, fruges, piato esto bonus propitius pace tua ocre Fisio tota Iguvina eius nomini ei nomini. Deus Grabovio salvum servato ocrem Fisium salvam servato totam Iguvina. Deus Grabovio te invocavi.                                                                                               | Dios Grabovio de pie oro el trabajo al monte Fisio, el fuego originado es en toda Eugubina, los ritos dedicados son conseguidos casi ni se consulta. Dios Grabovio en pie tu sacrificio, vagado es, pecado es, pereza es, fraude es, delito es, tu sacrificio visto, envidiado, vacante es. Dios Grabovio en pie de este modo purifique el mejor buey piadoso. Dios Grabovio purifique el monte Fisio purifique toda Eugubina purifique el nombre del monte Fisio y toda Eugubina purifique soldados, ritos, varones, ganado, castillos, frutos, sé bueno propicia tu paz al monte Fisio y toda Eugubina, en nombre de él. Dios Grabovio a salvo sirve al monte Fisio, a salvo sirve a toda Eugubina. Dios Grabovio te invoco.                                                                                               |
| Di Grabouie tio esu bue peracri pihaclu etru ocreper Fisiu totaper Iiouina erer nomneper erar nomneper. Di Grabouie persi orer ose ocre Fisie pir orto est toteme Iouine arsmor dersecor subator sent pusi neip heritu. Di Grabouie persi tuer perscler uaseto est pesetom est peretom est frosetom est daetom est perscler tuer uirseto auirseto uas est. Di Grabouie persi mersi esu bue peracri pihaclu etru pihafei. Di Grabouie pihatu ocre Fisie pihatu tota Iouina pihatu ocrer Fisier totar Iouinar nome nerf arsmo uiro pequo castruo frif pihatu futu fos pacer tua pase ocre Fisie tote Iiouine erer nomne erar nomne. Di Grabouie saluo seritu ocre Fisie salua seritu tota Iiouina.        | Deus Grabovio te hoc bove optimo piaculo altero pro ocris Fisii pro totius Iguvinae pro eius nomini pro ei nomini. Deus Grabovio in pede oror opere ocre Fisio ignis ortus est in tota Iguvina ritus dedicati subacti sunt quasi nec consulto. Deus Grabovio in pede tui sacrificii vacatum est, peccatum est, peritum est, fraudatum est, delictum est, tui sacrificii videto invideto, vacans est. Deus Grabovio in pede mode hoc bove optimo piaculo altero piator. Deus Grabovio piato ocrem Fisium piato totam Iguvinam piato ocris Fisii piato totius Iguvinae nomen milites, ritus, viros, pecua, castra, fruges, piato esto bonus propitius pace tua ocre Fisio tota Iguvina eius nomini ei nomini. Deus Grabovio salvum servato ocrem Fisium salvam servato totam Iguvinam. | Dios Grabovio tu otro mejor buey piadoso para el monte Fisio y toda Eugubina, para el nombre de él. Dios Grabovio de pie oro el trabajo al monte Fisio, el fuego originado es en toda Eugubina, los ritos dedicados son conseguidos casi ni se consulta. Dios Grabovio en pie tu sacrificio, vagado es, pecado es, pereza es, fraude es, delito es, tu sacrificio visto, envidiado, vacante es. Dios Grabovio en pie de este modo purifique otro mejor buey piadoso. Dios Grabovio, purifique el monte Fisio purifique toda Eugubina, purifique el nombre del monte Fisio y toda Eugubina, purifique soldados, ritos, varones, ganado, castillos, frutos, sé bueno propicia tu paz al monte Fisio y toda Eugubina, en nombre de él. Dios Grabovio, a salvo sirve al monte Fisio, a salvo sirve a toda Eugubina.              |
| Di Grabouie tio esu bue peracri pihaclu tertiu ocreper Fisiu totaper Iiouina erer nomneper erar nomneper. Di Grabouie persei orer ose ocre Fisie pir orto est toteme Iouine arsmor dersecor subator sent pusi neip heritu. Di Grabouie persei tuer perscler uaseto est pesetom est peretom est frosetom est daetom est perscler tuer uirseto auirseto uas est. Di Grabouie persei mersi esu bue peracri pihaclu tertiu pihafei. Di Grabouie pihatu ocre Fisie pihatu tota Iouina pihatu ocrer Fisier totar Iouinar nome nerf arsmo uiro pequo castruo frif pihatu futu fos pacer tua pase ocre Fisie tote Iiouine erer nomne erar nomne. Di Grabouie saluo seritu ocre Fisie salua seritu tota Iiouina. | Deus Grabovio te hoc bove optimo piaculo tertio pro ocre Fisie pro tota Iguvine pro eius nomini pro ei nomini. Deus Grabovio in pede oror opere ocre Fisio ignis ortus est in tota Iguvina ritus dedicati subacti sunt quasi nec consulto. Deus Grabovio in pede tui sacrificii vacatum est, peccatum est, peritum est, fraudatum est, delictum est, tui sacrificii videto invideto, vacans est. Deus Grabovio in pede mode hoc bove optimo piaculo tertio piator. Deus Grabovio piato ocrem Fisium piato totam Iguvinam piato ocris Fisii piato totius Iguvinae nomen milites, ritus, viros, pecua, castra, fruges, piato esto bonus propitius pace tua ocre Fisio tota Iguvina eius nomini ei nomini. Deus Grabovio salvum servato ocrem Fisium salvam servato totam Iguvinae.     | Dios Grabovio tu mejor tercio de buey piadoso para el monte Fisio y toda Eugubina, para el nombre de él. Dios Grabovio de pie oro el trabajo al monte Fisio, el fuego originado es en toda Eugubina, los ritos dedicados son conseguidos casi ni se consulta. Dios Grabovio en pie tu sacrificio, vagado es, pecado es, pereza es, fraude es, delito es, tu sacrificio visto, envidiado, vacante es. Dios Grabovio en pie de este modo purifique el mejor buey piadoso del tercio. Dios Grabovio, purifique el monte Fisio purifique toda Eugubina, purifique el nombre del monte Fisio y toda Eugubina, purifique soldados, ritos, varones, ganado, castillos, frutos, sé bueno propicia tu paz al monte Fisio y toda Eugubina, en nombre de él. Dios Grabovio a salvo sirve al monte Fisio, a salvo sirve a toda Eugubina. |
| Di Grabouie tiom subocau. Di grabouie tio esu bue peracri pihaclu tertiu ocreper Fisiu totaper Iiouina erer nomneper erar nomneper. Di Grabouie persi tuer perscler uaseto est pesetom est peretom est frosetom est daetom est perscler tuer uirseto auirseto uas est. Di Grabouie persi mersi esu bue peracri pihaclu tertiu pihafei. Di Grabouie pihatu ocre Fisie pihatu tota Iouina pihatu ocrer Fisier totar Iouinar nome nerf arsmo uiro pequo castruo frif pihatu futu fos pacer tua pase ocre Fisie tote Iiouine erer nomne erar nomne. Di Grabouie saluo seritu ocre Fisie salua seritu tota Iiouina.                                                                                          | Deus Grabovio te invoco. Deus Grabovio te hoc bove optimo piaculo tertio pro ocris Fisii totius Iguvinae pro eius nomini ei nomini. Deus Grabovio in pede tui sacrificii vacatum est, peccatum est, peritum est, fraudatum est, delictum est, tui sacrificii videto invideto, vacans est. Deus Grabovio in pede mode hoc bove optimo piaculo tertio piator. Deus Grabovio piato ocrem Fisium piato totam Iguvinam piato ocris Fisii piato totius Iguvinae nomen milites, ritus, viros, pecua, castra, fruges, piato esto bonus propitius pace tua ocrem Fisium totam Iguvinam eius nomini ei nomini. Deus Grabovio salvum servato ocrem Fisii salvam servato totam Iguvinae. | Dios Grabovio te invoco. Dios noble tu mejor tercio de buey piadoso para el monte Fisio y toda Eugubina, para el nombre de él. Dios Grabovio en pie tu sacrificio, vagado es, pecado es, pereza es, fraude es, delito es, tu sacrificio visto, envidiado, vacante es. Dios Grabovio en pie de este modo purifique el mejor buey piadoso del tercio. Dios Grabovio, purifique el monte Fisio purifique toda Eugubina, purifique el nombre del monte Fisio y toda Eugubina, purifique soldados, ritos, varones, ganado, castillos, frutos, sé bueno propicia tu paz al monte Fisio y toda Eugubina, en nombre de él. Dios Grabovio, a salvo sirve al monte Fisio, a salvo sirve a toda Eugubina. |
| Di Grabouie tiom subocau. Di Grabouie tio esu bue peracrei pihaclu tertiu ocreper Fisiu totaper Iiouina erer nomneper erar nomneper. Di Grabouie tio commohota tribissine buo peracrio piaculo ocreper Fisiu totaper Iiouina erer nomneper erar nomneper. Di Grabouie tiom subocau. | Deus Grabovio te invoco. Deus Grabovio te hoc bove optimo piaculo tertio pro ocris Fisii pro totius Iguvinae pro eius nomini pro ei nomini. Deus Grabovio te commoto ternione boum optimum piaculum pro ocris Fisii pro totius Iguvinae pro eius nomini pro ei nomini. Deus Grabovio te invoco. | Dios Grabovio te invoco. Dios Grabovio tu mejor tercio de buey piadoso para el monte Fisio y toda Eugubina, para el nombre de él. Dios Grabovio tu conmovido tercio de bueyes mejores piadosos para el monte Fisio y toda Eugubina para el nombre de él. Dios Grabovio te invoco. |
| Tases persnimu seuom surur purdouitu proseseto naratu prosesetir mefa spefa ficla arsueitu aruio fetu este esono heri uinu heri puni fetu uatuo ferine fetu. | Tacens precamini omnem, item porricito prosecta narrato prosectis mensam, sparsam ficulam advehito arva facito iste sacrificum vel vino vel pane facito lata farina facito. | Reza tácito todo, igual ofrece el sacrificio, narra los trozos de la mesa esparcida, el higo, lleva cultivos, haz este sacrificio, haz vino o pan, haz la vasta harina. |
| Posti uerir Treblanir si gumia trif fetu trebo Iouie ocriper Fisiu totaper Iiouina persae fetu aruio fetu puni fetu tases persnimu surur naratu puse pre uerir Treblanir prosesetir strusla ficla arsueitu poni fetu tases persnimu. | Post intoitum Trebulanam sues gumias tris facito trabem Iovis pro ocre Fisio, pro tota Iguvina isicium facito, arva facito, pane facito tacens precamini, item narrato ut prae intoitum Trebulanam, prosectis struem ficulam advehito, pane facito tacens precamini. | Después de la entrada de Trebulana haz tres cerdas preñadas para la traba de Júpiter, para el monte Fisio y toda Eugubina, haz filetes, haz cultivos, haz pan, reza tácito, frente la entrada de Trebulana lleva la pila de higo, haz pan, reza tácito. |
| Surur naratu puse pre uerir Treblanir prosesetir strusla ficla arsueitu. Pre uerir Tesenocir buf trif fetu Marte grabouei ocriper Fisiu totaper Iiouina aruio fetu uatuo ferine fetu poni fetu tases persnimu prosesetir farsio ficla arsueitu. Surur naratu puse pre uerir Treblanir. | Item narrato ut prae introitum Trebulanam prosectis struem ficulam advehito. Prae introitum Trebulanam boves tris facito Marte nobili pro ocre Fisio pro tota Iguvina arva facito, lata farina, facito pane, tacens precamini prosectis farrea ficulam advehito. Item narrato ut prae introitum Trebulanam. | Narra igual que frente la entrada de Trebulana los trozos, lleva la pila de higo. Frente la entrada de Trebulana haz tres bueyes a Marte noble para el monte Fisio y toda Eugubina, haz cultivos, haz la vasta harina, haz pan, reza tácito los trozos de trigo, lleva higo. Narra igual como frente la entrada de Trebulana. |
| Post uerir Tesenocir sif filiu trif fetu fisu Sansie ocriper Fisiu totaper Iiouina poni feitu persae fetu aruio fetu. Surur naratu puse pre uerir Treblanir tases persnimu. | Post introitum Tesenacam sues filios tris facito fiso Sanco pro ocre Fisio, pro tota Iguvina, pane facito, isicium facito, arva facito. Item narrato ut prae introitum Trebulanam tacens precamini. | Después de la entrada de Tesenaca haz tres cerdos hijos a fiel Sanco para el monte Fisio y toda Eugubina, haz pan, haz filetes, haz cultivos. Narra igual como frente la entrada de Trebulana reza tácito. |
| Mandraclo difue destre habitu prosesetir ficla strusla arsueitu, ape sopo postro peperscust uestisia et mefa spefa scalsie conegos fetu fisoui Sansi ocriper Fisiu totaper Iiouina eso persnimu: uestisia uestis tio subocau suboco fisoui Sansi ocriper Fisiu totaper Iiouina erer nomneper erar nomneper fons sir pacer sir ocre Fisi tote Iiouine erer nomne erar nomne. Tiom subocau suboco fisoui Sansi. | Mantele bifidum in dextra habeto, prosectis ficulam, struem advehito. Atque sub postero pepercerit, libamentum et mensam, sparsam, calice genu nixus facito fiso Sanco pro ocre Fisio, pro tota Iguvina, sic precamini libamentum libans: ‘te invoco invocavi fisum Sanco, pro ocre Fisio, pro tota Iguvina, pro eius nomine, pro ei nomine, bonus sis, propitius sis ocre Fisio, tota Iguvina, eius nomini ei nomini. Te invoco invocavi fiso Sanco. | Mantel bífido en la derecha ten, los trozos de la pila de higo lleva. Y bajo el posterior pedido de libación y la mesa esparcida, el cáliz arrodillado externamente, haz al fiel Sanco para el monte Fisio y toda Eugubina para el nombre de él, por tanto reza dedicante la libación: te invoco fiel Sanco para el monte Fisio, para toda Eugubina, para el nombre del monte, para el nombre de todo, sé bueno, sé propicio al monte Fisio y toda Eugubina en nombre de él. Te invoco fiel Sanco. |
| Arsier frite tiom subocau suboco fisoui Sansi suront poni pesnimu mefa spefa eso persnimu fisoui Sansie tiom esa mefa spefa fisoui ocriper Fisiu totaper Iiouina erer nomneper erar nomneper. Fisouie Sansie ditu ocre Fisi tote Iouine ocrer Fisie totar Iouinar dupursus peturpursus fito fato perne postne sepse sarsite uose auie esone futu fons pacer pase tua ocre Fisi tote Iiouine erer nomne erar nomne fisouie Sansie saluo seritu ocrem Fisi totam Iouinam fisouie Sansie saluo seritu ocrer Fisier totar Iouinar nome nerf arsmo uiro pequo castruo frif salua seritu futu fons pacer pase tua ocre Fisi tote Iiouine erer nomne erar nomne.                                               | Ali freto te invoco invocavi fiso Sanco item pane precamini mensam sparsam hoc precamini fiso Sanco te ita mensam sparsam fiso pro ocre Fisio pro tota Iguvina eius nomini ei nomini. Fiso Sanco dicito: pro ocre Fisio pro tota Iguvina bipedibus quadrupedibus factum fatum pernae postne sapsa sarte vote ave sacrificali esto bonus propitius pace tua ocris Fisii totius Iguvinae eius nomini ei nomini, fiso Sanco salvum servato ocrem Fisium salvam servato totam Iguvinam, fiso Sanco salvum servato ocri Fisii salvam servato totius Iguvinae, nomini milites, ritus, viros, pecua, castra, fruges, salvam servato esto bonus propitius pace tua ocre Fisio tota Iguvina eius nomini ei nomini.                                                                            | En otra confianza te invoco fiel Sanco igual que el pan, reza la mesa esparcida, reza esto a fiel Sanco así tu mesa esparcida fiel para el monte Fisio y toda Eugubina en nombre de él. A fiel Sanco di: para el monte Fisio y toda Eugubina dos pies, cuatro pies hechos de lo hablado, haz piernas ni después del mismo sastre, el voto de la ave sacrificial, sé bueno propicia tu paz al monte Fisio y toda Eugubina, en nombre de él. Fiel Sanco, a salvo sirve al monte Fisio, a salvo sirve a toda Eugubina, fiel Sanco, a salvo sirve al monte Fisio y toda Eugubina, a salvo sirve a los soldados, ritos, varones, ganado, castillos, frutos, sé bueno propicia tu paz al monte Fisio y toda Eugubina en nombre de él.                                                                                              |
| Fisouie Sansie tio esa mefa spefa fisoui ocriper Fisiu totaper Iiouina erer nomneper erar nomneper. Fisouie Sansie tiom subocau Fisouie frite tiom subocau. Pesclu semu uesticatu atripursatu ape eam purdinsust proseseto erus ditu. Eno scalseto uestisiar erus conegos dirstu. | Fiso Sanco te ita mensam sparsam fiso pro ocre Fisio pro tota Iguvina pro eius nomini pro ei nomini. Fiso Sanco freto te invoco invocavi fiso Sanco. In precatione iusta libatum tripudiato atque eam porrixeris prosectorum eris dicito. Tum ex calicem libamenti eris nixus genu didito. | Fiel Sanco así tu mesa esparcida fiel para el monte Fisio y toda Eugubina para el nombre de él. Fiel Sanco confiando te invoco fiel Sanco. En la oración justa dedica, baila donde ofrecerás los trozos a los propietarios di. Luego el cáliz de libación dalo arrodillado externamente. |
| Eno mefa uestisia sopa purome efurfatu subra spahmu. Eno serse comoltu comatir persnihimu capif purdita dupla aitu sacra dupla aitu. | Tum mensam libamentum viscera ignem expurgato, supra spuma. Tum sedens commolito, commolitis precamini, capides porrectas duplas agito, sacras duplas agito. | Luego la mesa de libación de entrañas purga el fuego sobre la espuma. Luego sentado muele molidos reza, ofreces los cuencos, agita las duplas, las duplas sagradas agita. |
| Pre uerir Uehier buf trif calersu fetu Uofione grabouie ocriper Fisiu totaper Iiouina uatuo ferine fetu herie uinu herie poni fetu aruio fetu tases persnimu. | Prae introitum Veiam boves tris calidos facito Libero nobili pro ocre Fisio pro tota Iguvina, lata farina facito vel vino vel pane facito, arva facito, tacens precamini. | Frente la entrada de Veia tres bueyes cálidos haz a Liber noble para el monte Fisio y toda Eugubina, haz la vasta harina, haz vino o pan, haz cultivos, reza tácito. |
| Proseseter mefa spefa ficla arsueitu. Suront naratu puse pre uerir Treblanir. Post uerir Uehier habina trif fetu tefrei Ioui ocriper Fisiu totaper Iiouina serse fetu pelsana fetu aruio feitu poni fetu tases pesnimu. | Prosectis mensam sparsam ficulam advehito. Item narrato ut prae introitum Trebulanam. Post introitum Veiam agnas tris facito alimentario Iovis pro ocre Fisio pro tota Iguvina sedens facito sepeliendas facito arva facito, pane facito tacens precamini. | Los trozos de la mesa esparcida, lleva el higo. Narra igual que frente la entrada de Trebulana. Después de la entrada de Veia haz tres corderos a Júpiter alimentario para el monte Fisio y toda Eugubina, sentado sepultando haz cultivos, haz pan, reza tácito. |
| Prosesetir strusla ficla arsueitu. Suront naratu puse uerisco Treblanir ape habina purdinsus eront poi habina purdinsust destruco persi uestisia et pesondro sorsom fetu capirse persae osatu eam mani nertru tenitu arnipo uestisia uesticos. | Prosectis struem ficulam advehito. Item narrato ut ad introitum Trebulanam atque agnas porrexerit, idem qui agnas porrexerit, ad dextrum pedem libamentum et exta suillae facito capidi isicium assato eam manu sinistra teneto, donec libamentum libaverit. | Los trozos, la pila de higo lleva. Narra igual que frente la entrada de Trebulana y ofrecerá los corderos los mismos que ofrecerá a la derecha, haz el pie de libación y las entrañas de cerdo, asa los filetes del cuenco, la mano izquierda ten mientras dedicas la libación. |
| Capirso subotu isec persico erus dirstu esoc persnimu uestis tiom subocau suboco tefro Ioui ocriper Fisiu totaper Iiouina erer nomneper erar nomneper fons sir pacer sir ocre Fisio tote Iouine erer nomne erar nomne. | Capidem deponito, item ad pedem eris didito, sic precamini libans te invoco invocavi alimentarium Iovem, pro ocre Fisia, pro tota Iguvina, pro eius nomine, pro ei nomine; bonus sis propitius sis ocri Fisiae, tota Iguvinae, eius nomini ei nomini. | Deposita el cuenco, da el pie a los propietarios, por tanto reza consagrante te invoco Júpiter alimentario para el monte Fisio y toda Eugubina para el nombre de él. Sé bueno, sé propicio al monte Fisio y toda Eugubina en nombre de él. |
| Arsier frite tiom subocau suboco tefre Iouie tiom esu sorso persontro tefrali pihaclu ocriper Fisiu totaper Iiouina erer nomneper erar nomneper. Tefre Iouie orer ose perse ocre Fisie pir orto est tote Iiouine arsmor dersecor subator sent pusi neip heritu. Tefre Iouie perse touer pescler uasetom est pesetom est peretom est frosetom est daetom est touer pescler uirseto auirseto uas est. Tefre Iouie perse mers esu sorsu persondro tefrali pihaclu pihafi. | Ali freto te invoco invocavi alimentario Iove te hoc suillae exta alimento piaculo pro ocre Fisio pro tota Iguvina pro eius nomini pro ei nomini. Alimentario Iove in pede oror opere ocre Fisio ignis ortus est in tota Iguvina ritus dedicati subacti sunt quasi nec consulto. Alimentario Iove in pede tui sacrificii vacatum est, peccatum est, peritum est, fraudatum est, delictum est, tui sacrificii videto, invideto, vacans est. Alimentario Iove in pede mode hoc suillae exta alimento piaculo piator. | En otra confianza, te invoco Júpiter alimentario tus entrañas de cerdo, un alimento piadoso para el monte Fisio y toda Eugubina, para el nombre de él. Júpiter alimentario de pie oro el trabajo al monte Fisio, el fuego originado es en toda Eugubina, los ritos dedicados son conseguidos casi ni se consulta. Júpiter alimentario en pie tu sacrificio, vagado es, pecado es, pereza es, fraude es, delito es, tu sacrificio visto, envidiado, vacante es. Júpiter alimentario en pie de este modo, las entrañas de cerdo un alimento purificador piadoso. |
| Tefre Iouie pihatu ocre Fisie pihatu tota Iiouina pihatu ocrer Fisier pihatu totar Iiouinar nome nerf arsmo uiro pequo castruo frif pihatu futu fons pacer pase tua ocre Fisi tote Iiouine erer nomne erar nomne. Tefre Iouie saluo seritu ocre Fisi totam Iiouinam. Tefre Iouie saluom seritu ocrer Fisier totar Iouinar nome nerf arsmo uiro pequo castruo frif salua seritu futu fons pacer pase tua ocre fisi tote Iiouine erer nomne erar nomne. Tefre Iiouie tiom esu sorsu persondro tefrali pihaclu ocriper Fisiu totaper Iiouina erer nomneper erar nomneper. Tefre Iiouie tiom subocau. | Alimentario Iove piato ocrem Fisium piato totam Iguvinam piato ocris Fisii piato totius Iguvinae nomen milites, ritus, viros, pecua, castra, fruges, piato esto bonus propitius pace tua ocre Fisio tota Iguvina eius nomini ei nomini. Alimentario Iove salvum servato ocrem Fisium salvam servato totam Iguvinam. Alimentario Iove salvum servato ocris Fisii salvam servato totius Iguvinae nomen milites, ritus, viros, pecua, castra, fruges, salvam servato esto bonus propitius pace tua ocris Fisii totius Iguvinae eius nomini ei nomini. Alimentario Iove te hoc suillae exta alimento piaculo pro ocre Fisio pro tota Iguvina pro eius nomini pro ei nomini. Alimentario Iove te invoco.                                                                                  | Júpiter alimentario, purifique el monte Fisio purifique toda Eugubina, purifique el nombre del monte Fisio y toda Eugubina, purifique soldados, ritos, varones, ganado, castillos, frutos, sé bueno propicia tu paz al monte Fisio y toda Eugubina, en nombre de él. Júpiter alimentario a salvo sirve al monte Fisio, a salvo sirve a toda Eugubina. Júpiter alimentario a salvo sirve al nombre del monte Fisio y toda Eugubina, a salvo sirve a los soldados, ritos, varones, ganado, castillos, frutos, sé bueno propicia tu paz al monte Fisio y toda Eugubina, en nombre de él. Júpiter alimentario tus entrañas de cerdo, alimento piadoso para el monte Fisio y toda Eugubina, para el nombre de él. Júpiter alimentario te invoco.                                                                                  |
| Persclu sehemu atropursatu pesondro staflare nertruco persi fetu. Suront capirse persa osatu suror persnimu pusi sorsu ape pesondro purdinsus proseseto erus dirstu. Enom uestisiar sorsalir destruco persi persome erus dirstu pue sorso purdinsus. | In precatione iusta tripudiato exta stabulorum ad sinistrum pedem facito. Item capidis pedes assato item precamini quasi suillo atque exta, porrixeris prosectorum eris didito. Tum libamentum suilli ad dextrum pedem ad pedum eris didito quem suillos porrixeris. | En la oración justa baila, haz las entrañas del establo, el pie izquierdo. Igual asa los pies del cuenco, reza casi igual el cerdo y las entrañas, ofrecerás los trozos, da a los propietarios. Luego la libación de cerdo, el pie derecho de los pies, da a los propietarios quien de los cerdos ofrecerás. |
| Enom uestisiam staflarem nertruco persi sururont erus dirstu. Enom pesondro sorsalem persome pue persnis fust ife endendu pelsatu. Enom pesondro staflare persome pue pesnis fus ife endendu pelsatu. Enom uaso porse pesondrisco habust serse subra spahatu. Anderuomu sersitu arnipo comatir pesnis fust serse pisher comoltu serse comatir persnimu purdito fust. | Tum libamentum stabulorum ad sinistra pedem, itidem eris didito. Tum exta suillae ad pedum quem precis fuerit idem intendito sepeliendo. Tum exta stabulorum ad pedum quem precis fuerit idem intendito sepeliendo. Tum vasa quod ad extis habuerit sedens supra pandito. Collaboramini sedeto donec commolitis precis fuerit sedens quilibet commolito sedens commolitis precamini porrectum fuerit. | Luego la libación del establo el pie izquierdo, igual da a los propietarios. Luego las entrañas de cerdo, los pies a quien de la misma oración fuera, entienda sepultando. Luego las entrañas del establo y los pies quien de la misma oración fuera, entiende sepultando. Luego el vaso que habrá entrañas, sentado pasa sobre. Colabora sentado mientras, los molidos, la misma oración fuera cualquiera, sentado muele, sentado reza los molidos, fuera ofrecido. |
| Uocucom Iouiu ponne furfans uitlu toru trif fetu Marte horse fetu popluper totar Iiouinar totaper Iiouina uatuo ferine fetu poni fetu aruio fetu tases persnimu prosesetir fasio ficla arsueitu. Suront naratu puse uerisco Treblanir. Uocucom Coredier uitlu toruf trif fetu honde Serfi fetu popluper totar Iiouinar totaper Iiouinar uatuọ ferine fetu aruio fetu heri uinu heri poni fetu tases persnimu prosesetir tesedi ficlạ ạrsueitu. | Lucum cum Iovem, quando ovis purgant vitulos tauros tris facito Marti hodie facito pro populo Iguvinae, pro tota Iguvina, lata farina facito, pane facito, arva facito, tacens precamini, prosectis facere ficulam advehito. Item narrato ut ad introitum Trebulanam. Lucum cum Coredii vitulos tauros tris facito, funde Cereri facito pro populo totius Iguvinae pro tota Iguvina, vasta farina facito, arva facito, vel vino vel pane facito, tacens precamini, prosectis offae ficula advehito. | El bosque con Júpiter cuando las ovejas purgan, haz tres toros pequeños a Marte hoy, para el pueblo Eugubino de toda Eugubina, haz la vasta harina, haz pan, haz cultivos, reza tácito, hacer los trozos, lleva el higo. Narra igual a la entrada de Trebulana. El bosque con Coredi haz tres toros jóvenes a Ceres del fondo para el pueblo Eugubino de toda Eugubina, haz la vasta harina, haz cultivos, haz pan o vino, reza tácito los cortes, los trozos de higo lleva. |
| Suront naratu puse uerisco Treblanir. Eno ocar pihas fust, suepo esome esono ander uacose uasetom fust auif aseriatu uerofe Treblano couertu reste esono feitu. | Item narrato ut ad introitum Trebulanam. Tum ocris pians fuerit, sive in sacrificium tunc inter vacatio, vacatum fuerit avis observato, in introitum Trebulanam convertito restes sacrificium facito. | Narra igual a la entrada de Trebulana. Luego el monte purificante fuera, si en el sacrificio luego de entre vacaciones, fuera vagado, observa las aves en la entrada de Trebulana convierte los restos, haz el sacrificio. |

### Tabla VII
| Umbro | Latín | Español |
| Ponne poplo aferom heries auif aseriato etu. Sururont stiplatu puse ocrer pihaner. Sururont combfiatu eriront tuderus auif seritu ape angla combfianiust perca arsmatiam anouihimu. | Quando populum aferrare volet, avis observatum ito. Itidem stipulator ut ocris piandae. Itidem confidito iisdem finibus avis servato, atque angulis confidet, perticam ritualem induimini. | Cuando aferrar el pueblo quiere la ave observada se ha ido. Igualmente estipula como purificando el monte. Igualmente confía, el mismo fin sirve al ave y confie los ángulos induce la vara ritual. |
| Cringatro hatu destrame scapla anouihimu pir endendu. Ponne esonom ferar pufe pir entelust ere fertu poe perca arsmatiam habiest erihont aso destre onse fertu. | Taeniam capito, in dextram scapulam induimini, ignem intendito. Quando sacrificium feratur ubi ignem intollerit, is ferto qui perticam ritualem habebit, idem arsum dextro umero ferto. | Toma la cinta en la escápula derecha, induce el fuego entiende. Cuando el sacrificio se llevó, donde levantaras el fuego, lleva que vara ritual tiene, lo mismo ardido lleva en el hombro derecho. |
| Erucom prinuatur dur etuto perca ponisialer habituto ennom stiplatu parfa desua seso tote Iiouine. Sururont combfiatu uapefe auieclu neip amboltu prepa desua combfiani, ape desua combfiansiust uia auiecla esonome etuto com peracris sacris. | Cum eo duces duo eunto, perticas panicellis habento. Tum stipulator parram prosperam sibi, tota Iguvinae. Itidem confidito in lapidis, avicula nec ambulato priusquam prosperam confidiet, atque prosperam confidet, via avicula in sacrificium eunto cum optimis sacriis. | Con eso, dos comandantes irán, ten las varas, panes. Luego estipula así la lechuza próspera de toda Eugubina. Igual confía en la lápida, la ave ni ambule, antes confíe la próspera y confíe en la próspera, la vía de las aves al sacrificio irán con lo mejor sagrado. |
| Ape Acesoniame hebetafe benust enom termnuco stahituto poi percam arsmatia habiest eturstahmu eso eturstahmu. Pis est totar Tarsinater trifor Tarsinater Tuscer Naharcer Iabuscer nomner etu ehe esu poplu. Nosue ier ehe esu poplu 'sue pis habe esme pople portatu ulo pue mers est fetu ulu pirse mers est'. Trioper eheturstahamu ifont termnuco com prinuatir stahitu eno deitu: 'arsmahamo caterahamo Iouinur'. Eno com prinuatir peracris sacris ambretuto ape ambrefurent termnome benurent termnuco com prinuatir. | Atque in Acedoniam ad habitum venerit, tum ad terminum stanto qui perticam ritualem habebit, exterminamini quis est totam Tadinati tribus Tadinati Tuscam Narci Iapodici nominis ito ex sic populum. Nisi irer ex sic populum 'si quis habet in hoc populi portato illuc quo modus est facito illo quis quid modus est'. Ter exterminamini ibidem ad terminum cum duces stato tum dicito: 'ordinamini citamini Iguvina'. Tum cum duces optimis sacris ambiunto atque ambierint in terminum venerint ad terminum cum duces. | Y Acedonia vendría al hábito, luego al término esten que ten la vara ritual, extermina, quien es de toda Tadinate las tribus de nombre Tadinate Tusco Narco Iapodico han ido al pueblo por tanto. Si ni irá, por tanto desde el pueblo 'si quien tiene en este pueblo la portada de ello que modo es, haz ello que modo es'. Las tres extermina en el lugar del término, está con los comandantes, luego di: 'ordena, cita Eugubina.' Luego con los mejores comandantes sagrados ambientaran y ambientaran en el término vendran al término con los comandantes. |
| Eso persnimumo tasetur Serfe Martie prestota Serfia Serfer Martier tursa Serfia Serfer Martier totam Tarsinatem trifo Tarsinatem Tuscom Naharcom Iabuscom nome totar Tarsinater trifor Tarsinater Tuscer Naharcer Iabuscer nomner nerf nihit.. anhihitu. iouie hostatu anhostatu tursitu tremitu hondu holtu ninctu nepitu sonitu sauitu pre plotato pre uiclatu. | Sic precamini taciti Cereris Martii praestata Ceres terrea Ceres Cereris Martii totam Tadinatem tribum Tadinatem Tuscam Narcum Iapodicem, totius Tadinati tribus Tadinati Tuscam Narci Iapodici nominis, milites cinctus incinctus, iuvenes hastatos inhastatos terreto tremito fundum aboleto, ninguito nequito, sonato, sauciato, prae plaudito prae vinculato. | Por tanto reza tácito a Ceres de Marte, Ceres terrenal, Ceres de Marte a toda Tadinate las tribus de nombre Tadinate Tusco, Narco Iapodico, las tribus de nombre Tadinate Tusco, Narco Iapodico, los soldados ceñidos inceñidos, los jóvenes asteros, inasteros, aterroriza, tiembla, abole hasta el fondo, ningunea, incapacita, suena, hiere, antes aplaude, antes vincula. |
| Serfe Martie prestota Serfia Serfer Martier tursa Serfia Serfer Martier fututo foner pacer pase uestra pople totar Iiouina tote Iiouine ero nerus sihitir ansihitir iouies hostatir anostatir ero nomne erar nomne. | Cereris Martii, praestata Ceres Cereris Martii, terrea Ceres Cereris Martii, esto bonae propitii pace vestra populo totius Iguvinae, tota Iguvina, eorum ducibus cinctis incinctis, iuvenibus hastatis inhastatis, eorum nomini, eius nomini. | Ceres prestada, Ceres de Marte, Ceres terrenal, Ceres de Marte sé buena propicia vuestra paz al pueblo de toda Eugubina, a toda Eugubina esos comandantes ceñidos inceñidos jóvenes asteros, inasteros, esos nombres. |
| Ape este dersicurent eno 'deitu etato Iiouinar' porse perca arsmatia habiest. Ape este dersicust duti ambretuto euront, ape termnome couortuso sururont persnimumo. | Atque iste dixerint, tum dicito ‘itatote Iguvini' qui perticam ritualem habebit atque iste dixerit, iterum ambiunto iidem, atque ad terminum converterit itidem precamini. | Y esto dijieran, luego di 'ha ido Eugubina' que ten la vara ritual y este dijiera de nuevo, ambientaran lo mismo y al término convertiera lo mismo, reza. |
| Sururont deitu etaians deitu. Enom tertim ambretuto ape termnome benuso sururont pesnimumo sururont deitu etaias. Eno prinuatur simo etuto erafont uia pora benuso. | Itidem dicito, ut eant dicito. Tum tertium ambiunto, atque ad terminum ventum, itidem precamini, itidem dicito ut eant. Tum duces retro eunto eadem via, qua ventum. | Igual di como irán di. Luego ambientaran el tercio y al término de los venidos, lo mismo reza, lo mismo di como irán. Luego los comandantes irán atrás igual que la vía de los venidos. |
| Sururont pesnimumo sururont deitu etaias eno prinuatur simo etuto erafont uia pora benuso. Fondlire abrof trif fetu heriei rofu heriei peiu Serfe Martie feitu popluper totar Iiouinar totaper Iiouina uatuo ferine feitu poni fetu aruio fetu tases persnimu prosesetir mefa spefa ficla arsueitu. Suront naratu puse uerisco Treblanir, ape traha sahata combfiansust enom erus dirstu. Rubine porca trif rofa ote peia fetu prestote Serfie Serfer Martier popluper totar Iiouinar totaper Iiouina persaia fetu poni fetu aruio fetu. | Itidem precamini, itidem dicito eant. Tum duces retro eunto eadem via, qua ventum. In Fontulis apros tris facito vel rubros vel piceos Cereris Martii facito pro populo totius Iguvinae pro tota Iguvina, lata farina facito, pane facito, arva facito, tacens precamini prosectis mensam sparsam, ficulam advehito. Item narrato ut ad introitum Trebulanam atque trans sanctam confidet, tum eris dato. In Rubinia porcas tris rubras aut piceas facito praestata Cerere Cereris Martii pro populo totius Iguvinae, pro tota Iguvina, isicium facito, pane facito, arva facito. | Igualmente reza, igualmente di irán. Luego los comandantes irán atrás igual a la vía de los venidos. En Fontula haz tres jabalíes rojos u oscuros a Ceres de Marte haz para el pueblo de toda Eugubina para toda Eugubina, haz la vasta harina, haz pan, haz cultivos, reza tácito los trozos de la mesa esparcida, lleva higo. Igual que a la entrada de Trebulana y tras el santo confie luego da a los propietarios. En Rubinia haz tres puercas rojas u oscuras a Ceres prestada Ceres de Marte para el pueblo de toda Eugubina para toda Eugubina, haz filetes, haz pan, haz cultivos. |
| Suront naratu puse pre uerir Treblanir tases persnimu prosesetir strusla ficla arsueitu, ape supo postro pepescus enom pesclu ruseme uesticatu prestote Serfie Serfer Martier popluper totar Iouinar totaper Iouina. Enom uesclir adrir ruseme eso persnihimu prestota Serfia Serfer Martier tiom esir uesclir adrir popluper totar Iiouinar totaper Iiouina erer nomneper erar nomneper. Prestota Serfia Serfer Martier preuendu uia ecla atero tote Tarsinate trifo Tarsinate Tursce Naharce Iabusce nomne totar Tarsinater trifor Tarsinater Tuscer Naharcer Iabuscer nomner nerus sitir ansihitir iouies hostatir anostatir ero nomne.                                         | Item narrato ut prae introitum Trebulanam, tacens precamini, prosectis struem, ficulam advehito atque sub postero pepercerit, tum precatione in russum libamentum praestata Cerere Cereris Martii pro populo tota Iguvinae, pro tota Iguvina. Tum vasculis atris in russum sic precamini praestata Ceres Cereris Martii, te his vasculis atris pro populo totius Iguvinae, pro tota Iguvina, pro eius nomine, pro ei nomine. Praestata Ceres Cereri Martii advertito via cuncta atrocem totae Tadinati, tribus Tadinati, Tusco Narco Iapudico nomini, tota Tadinatis, tribus Tadinatis, Tusci, Narci, Iapudici nominis ducibus cinctis incinctis, iuvenibus hastatis inhastatis, eorum nomini.                              | Narra igual como la entrada de Trebulana, reza tácito los trozos, lleva la pila de higo y bajo lo posterior pide luego la oración roja de libación de Ceres prestada para el pueblo de toda Eugubina, para toda Eugubina. Luego la vasija oscura, en la roja por tanto reza a Ceres prestada aquí tu vasija oscura para el pueblo de toda Eugubina, para toda Eugubina, para el nombre de él. Ceres prestada Ceres de Marte advierta la vía muy atroz de toda Tadinate, las tribus de nombre Tadinate, Tusco, Narco, Iapodico, todas las tribus de nombre Tadinate, Tusco, Narco, Iapodico, los comandantes ceñidos, inceñidos los jóvenes asteros inasteros esos nombres.                                                 |
| Prestota Serfia Serfer Martier futu fons pacer pase tua pople totar Iiouinar tote Iiouine erom nomne erar nomne erar nerus sihitir ansihitir iouies hostatir anostatir. Prestota Serfia Serfer Martier saluom seritu poplom totar Iiouinar salua seritu totam Iiouinam. Prestota Serfia Serfer Martier saluo seritu popler totar Iiouinar totar Iiouinar nome nerf arsmo uiro pequo castruo frif salua seritu futu fons pacer pase tua pople totar Iiouina tote Iiouine erer nomne erar nomne. Prestota Serfia Serfer Martier tiom esir uesclir adrer popluper totar Iiouinar totaper Iouina erer nomneper erar nomneper.                                                          | Praestata Ceres Cereris Martii, esto bona propitia pace tua populo tota Iguvinae, tota Iguvinae, eorum nomini, eius nomini eius militibus cinctis incinctis, iuvenibus hastatis inhastatis. Praestata Ceres Cereris Marti, salvum servato populo totius Iguvinae, salvam servato totam Iguvinam, milites, ritus, viros, pecua, castra, fruges, esto bona propitius pace tua populo tota Iguvina tota Iguvinae eius nomini ei nomini. Praestata Ceres Cereris Martii, salvum servato populo totius Iguvinae, tota Iguvina. Praestata Ceres Cereris Martii te his vasculis atris pro populo tota Iguvinae, pro tota Iguvina, pro eius nomini pro ei nomini.                                                                   | Ceres prestada, Ceres de Marte sé buena propicia tu paz al pueblo de toda Eugubina a toda Eugubina, esos nombres de soldados ceñidos inceñidos, jóvenes asteros inasteros. Ceres prestada, Ceres de Marte a salvo sirve al pueblo de toda Eugubina, a toda Eugubina a soldados, ritos, varones, ganado, castillos, frutos, sé buena propicia tu paz al pueblo de toda Eugubina, toda Eugubina, en nombre de él. Ceres prestada, Ceres de Marte a salvo sirve al pueblo de toda Eugubina a toda Eugubina. Ceres prestada, Ceres de Marte aquí tu vasija oscura para el pueblo de toda Eugubina, para toda Eugubina, para el nombre de él.                                                                                   |
| Prestota Serfia Serfer Martier tiom subocauu prestotar Serfia Serfer Martier foner frite tiom subocauu. Ennom persclu eso deitu prestota Serfia Serfer Martier tiom isir uesclir adrir tiom plener popluper totar Iiouinar totaper Iiouina erer nomneper erar nomneper. Prestota Serfia Serfer Martier tiom subocauu prestotar Serfiar Serfer Martier foner frite tiom subocauu. | Praestata Ceres Cereris Martii te invoco praestata Ceres Cereris Martii bona freta te invoco. Tum precatione sic dicito praestata Ceres Cerere Martii te his vasculis atris te plenis pro populo totius Iguvinae pro tota Iguvina pro eius nomini pro ei nomini. Praestata Ceres Cereris Martii te invoco praestata Ceres Cereris Martii bona freta te invoco. | Ceres prestada Ceres de Marte te invoco Ceres prestada Ceres de Marte buena confiando te invoco. Luego la oración por tanto di Ceres prestada Ceres de Marte aquí tu vasija oscura tu plena para el pueblo de toda Eugubina, para toda Eugubina, para el nombre de él. Ceres prestada Ceres de Marte te invoco Ceres prestada Ceres de Marte buena confiando te invoco. |
| Enom uesticatu ahtripursatu enom ruseme persclu uesticatu prestote Serfie Serfer Martier popluper totar Iiouinar totaper Iouina ennom uesclir alfir persnimu superne adro trahuorfi endendu eso persnimu prestota Serfia Serfer Martier tiom esir uesclir alfir popluper totar Iiouinar totaper Iiouina erer nomneper erar nomneper. | Tum libato tripudiato tum in russum precatione libato praestata Cerere Cereris Martii pro populo totius Iguvinae pro tota Iguvina tum vasculis albis precamini superno atra transverse intendito sic precamini praestata Ceres Cereris Martii te his vasculis albis pro populum tota Iguvinae pro eius nomini pro ei nomini. | Luego consagra, baila, luego en la oración roja consagra a Ceres prestada, Ceres de Marte para el pueblo de toda Eugubina para toda Eugubina luego la vasija blanca, reza la superior oscura del transverso, entiende por tanto reza a Ceres prestada, Ceres de Marte aquí tu vasija blanca para el pueblo de toda Eugubina para el nombre de él. |
| Prestota Serfia Serfer Martier ahauendu uia ecla atero popler totar Iiouinar tote Iiouine totar Iouinar nerus sihitir ansihitir iouies hostatir anhostatir ero nomne erar nomne. Prestota Serfia Serfer Martier saluom seritu pople totar Iiouinar salua seritu totam Iiouinam. Prestota Serfia Serfer Martier saluom seritu popler totar Iiouinar totar Iiouinar nome nerf arsmo uiro pequo castruo frif salua seritu futu fons pacer pase tua pople totar Iiouinar tote iiouine erer nomne erar nomne. Prestota Serfia Serfer Martier tiom esir uesclir alfer popluper totar Iiouinar totaper iiouina erer nomneper erar nomneper. Prestota Serfia Serfer Martier tiom subocauu. | Praestata Ceres Cereris Martii, advertito via cuncta atrocem populi totius Iguvinae, tota Iguvina, militibus cinctis incinctis, iuvenibus hastatis inhastatis, eorum nomini, eius nomini. Praestata Ceres Cereri Martie, salvum servato populo totius Iguvina, salvam servato totam Iguvinam. Praestata Ceres Cereris Martii, salvum servato populi totius Iguvina, tota Iguvina nomen, milites, ritus, viros, pecua, castra, fruges salvam servato, esto bona propitia pace tua populo totius Iguvinae, tota Iguvina, eius nomini, ei nomini. Praestata Ceres Cereris Martii, te his vasculis albis pro populo totis Iguvinae, pro tota Iguvina, pro eius nomine, pro ei nomine. Praestata Ceres Cereris Martie te invoco. | Ceres prestada Ceres de Marte advierta la vía muy atroz del pueblo de toda Eugubina, de toda Eugubina, soldados ceñidos inceñidos, jóvenes asteros inasteros esos nombres. Ceres prestada Ceres de Marte a salvo sirve al pueblo de toda Eugubina, a salvo sirve a toda Eugubina. Ceres prestada Ceres de Marte a salvo sirve en nombre del pueblo de toda Eugubina, de toda Eugubina, los soldados, ritos, varones, ganado, castillos, frutos, sé buena propicia tu paz al pueblo de toda Eugubina, a toda Eugubina, en nombre de él. Ceres prestada, Ceres de Marte aquí tu vasija blanca, tu plena para el pueblo de toda Eugubina, para toda Eugubina, para el nombre de él. Ceres prestada, Ceres de Marte te invoco. |
| Prestotar Serfiar Serfer Martier foner frite tiom subocauu. Ennom persclu eso persnimu, prestota Serfia Serfer Martier tiom isir uesclir alfer tiom plener popluper totar Iiouinar totaper Iiouina erer nomneper erar nomneper. Prestota Serfia Serfer Martier tiom subocauu prestotar Serfiar Serfer Martier foner frite tiom subocauu. | Praestata Ceres Cereris Martii, te invoco, praestata Ceres Cereris Martii bona freta te invoco. Tum precatione sic precamini, praestata Ceres Cereris Martii, te his vasculis albis, te plenis pro populo totius Iguvinae, pro tota Iguvina, pro eius nomine ei nomine. Praestata Ceres Cereris Martii, te invoco, praestata Ceres Cereris Martii bona freta te invoco. | Ceres prestada Ceres de Marte te invoco Ceres prestada Ceres de Marte buena confiando te invoco. Luego en la oración por tanto reza a Ceres prestada, Ceres de Marte aquí tu vasija blanca, tu plena para el pueblo de toda Eugubina, para toda tu Eugubina, para el nombre de él. Ceres prestada Ceres de Marte te invoco Ceres prestada Ceres de Marte buena confiando te invoco. |
| Enom uesticatu ahtripursatu uestisa et mefa spefa scalsie conegos fetu fisoui Sansii popluper totar Iiouinar totaper Iiouina. Suront naratu puse post uerir Tesonocir uestisiar erus ditu. Enom uestisia mefa spefa sopa purome efurfatu subra spahamu, traf sahatam etu ape traha sahatam couortus ennom comoltu comatir persnihimu capif sacra aitu. | Tum libato, tripudiato libamentum et mensam sparsam in calice genu nixus facito fiso Sanco pro populo tota Iguvinae, pro tota Iguvina. Item narrato ut post introitum Tesenacam, libamenti eris dato. Tum libamentum mensam sparsam viscera, ignem expurgato supra spuma, trans sanctam ito atque trans sanctam converterit, tum commolito commolitis precamini, capides sacras agito. | Luego consagra, baila, la libación y haz la mesa esparcida, el cáliz arrodillado externamente al fiel Sanco para el pueblo de toda Eugubina para toda Eugubina. Narra igual como después de la entrada de Tesenaca, da la libación a los propietarios. Luego la mesa de libación esparcida, las entrañas, purga el fuego sobre la espuma tras el santo ido y tras el santo convierte, luego muele reza los molidos, los cuencos sagrados agita. |
| Trahaf sahate uitla trif fetu turse Serfie Serfer Martier popluper totar Iiouinar totaper Iiouina persaea fetu poni fetu aruio fetu tases persnimu prosesetir strusla ficlam arsueitu. Suront naratu puse uerisco Treblaneir ape purdinsiust carsitu pufe abrons facurent puse erus ders, ape erus dirsust postro combifiatu Rubiname erus dersa. Enom traha sahatam combifiatu erus dersa enom Rubiname postro couertu comoltu comatir persnimu et capif sacra aitu. | Trans sanctam tris vitulas facito terrea Cerere Cereris Martii pro populo totius Iguvinae pedes facito, pane facito, arva facito, tacens precamini struis ficulam advehito. Item narrato ut in introitum Trebulana atque porrexeris calato ubi apros fecerint ut eris det, atque eris dederit, postero confidito in Rubiniam, eris det. Tum trans sanctam confidito eris det, tum Rubinia postero convertito commolito commolitis precamini et capides sacras agito. | Tras el santo haz tres becerras a Ceres terrenal, Ceres de Marte para pueblo de toda Eugubina, haz los pies, haz pan, haz cultivos, reza tácito, lleva la pila de higo. Narra igual como en la entrada de Trebulana y ofrecerás, anuncia donde hicieron jabalí como a los propietarios di y diera lo posterior a los propietarios, confía en Rubinia, da a los propietarios. Luego tras el santo confía da a los propietarios, luego de Rubinia convierte lo posterior, muele reza los molidos y los cuencos sagrados agita. |
| Enom traha sahatam couertu comoltu comatir persnihimu. Enom purditom fust pospane tertio poplo andirsafust porse perca arsmatia habiest prinuatur dur et tefruto tursar eso tasetur persnihimumo tursa Iouia totam Tarsinatem trifo Tarsinatem Tuscom Naharcom Iapusco nome totar Tarsinater trifor Tarsinater Tuscer Naharcer Iapuscer nomner nerf sihitu ansihitu iouie hostatu anostatu tursitu tremitu hondu holtu ninctu nepitu sunitu sauitu pre plohotatu pre uiclatu. | Tum trans sanctam convertito, commolito, commolitis precamini. Tum porrectum fuerit postquam tertium populum lustraverit, qui perticam ritualem habebit duces duos et alimenta, terreus sic taciti precamini terreus Iovis, totam Tadinatem, tribum Tadinatem, Tuscum Narcum Iapudicum nomen, totius Tadinatis, tribus Tadinatis, Tusci Narci Iapudici nominis milites cinctos incinctos, iuvenes hastatos inhastatos terreto tremito, fondum aboleto, ninguito nequito, sonato, sauciato, prae plaudito prae vinculato. | Luego tras el santo convierte, muele molidos, reza. Luego fuera ofrecido, después del tercio que el pueblo purifique ten la vara ritual, los dos comandantes los alimentos terrenales, por tanto reza tácito a Júpiter terrenal toda Tadinate, las tribus de nombre Tadinate Tusco, Narco, Iapodico, toda Tadinate, las tribus de nombre Tadinate Tusco, Narco, Iapodico, los soldados ceñidos inceñidos, los jóvenes asteros, inasteros, aterroriza, tiembla, abole hasta el fondo, ningunea, incapacita, suena, hiere, antes aplaude, antes vincula. |
| Tursa Iouia futu fons pacer pase tua pople totar Iouinar tote Iouine erar nerus sihitir ansihitir iouies hostatir anhostatir erom nomne erar nomne. Este trioper deitu enom iuenga peracrio tursituto porse perca arsmatia habiest et prinuatur. | Terreus Iovis esto bonus propitii pace tua populo tota Iguvinae, tota Iguvina, eorum militibus cinctis incinctis, iuvenibus hastatis inhastatis, eorum nomini, eius nomini. Iste ter dicito tum iuvencae optimae terrento quod perticam ritualem habebit et duces. | Júpiter terrenal sé bueno propicia tu paz al pueblo de toda Eugubina, toda Eugubina esos soldados ceñidos, inceñidos, los jóvenes asteros, inasteros, esos nombres. Este tres di luego jóvenes mejores aterrorizen, que ten la vara ritual y los comandantes. |
| Hondra furo sehemeniar hatuto totar pisi heriest pafe trif promom haburent eaf Acersoniem fetu turse Iouie popluper totar Iiouinar totaper Iouina suront naratu pose uerisco Treblanir aruio fetu persaea fetu strusla ficla prosesetir arsueitu tases persnimu puni fetu. | Infra forum sementis habento toti quis volet quas tris primum habuerint, eas in Aquilonia facito terreus lovis pro populo tota Iguvinae, pro tota lguvina, item narrato ut ad introitum Trebulanam arva facito, isicium facito struis ficulam prosectis advehito tacens precamini pane facito. | Bajo el foro ten todas las semillas, quien quiere a quienes de los tres primeros que hubieran en Aquilonia, esos haz, Júpiter terrenal para el pueblo de toda Eugubina, además narra como en la entrada de Trebulana, haz cultivos, haz filetes, haz la pila de higo, lleva los trozos, reza tácito, haz pan. |
| Pisi pacupei fratrexs fratrus Atiersier fust erec sueso fratrecate portaia seuacne fratrom Atiersio desenduf pifi reper fratreca pars est erom ehiato punne iuengar tursiandu hertei appei arfertur Atiersir poplom antersafust. Sue neip portust issoc pusei subra screhto est fratreci motar sins assif. | Quis quandoque magistratus fratribus Atiediis fuerit is suo magistratu portet hostias fratrum Atiediorum duodecim, quas pro re magistratus pars est esse emissas, quando iuvencae terrentur oportet, atque affertor Atiedius populum lustraverit. Si nec portaverit ita, quasi supra scriptum est, magistratui multae sint asses. | Quien en todo caso fuera el magistrado de los hermanos Atiedis, su magistrado porte ofrendas de los hermanos Atiedis, duodécimas, que para asuntos del magistrado parte es ser enviado cuando los jóvenes aterrorizan requiere y el aferrado Atiedi purifique el pueblo. Si ni portara así, casi sobre lo que es escrito, el magistrado será multado en ases. |